# 淡海乃海 水面が揺れる時
『淡海乃海 水面が揺れる時』（あふみのうみ みなもがゆれるとき）は、イスラーフィールによる日本の歴史改変SF小説で、自身が転生前に過ごした世界の過去に転生し、歴史や科学の知識を元に歴史を改変していく物語。
- 2016年3月21日、小説家になろうにて投稿を開始。
- 2017年11月10日、TOブックスから『淡海乃海　水面が揺れる時～三英傑に嫌われた不運な男、朽木基綱の逆襲～』というタイトルで書籍化[1]。
- 2018年12月10日、TOブックスからコミカライズ連載開始[2]。
- 2020年3月25日、初の舞台『淡海乃海 ー現世を生き抜くことが業なればー』が上演[3]。

更新状況は2019年を境に停滞しており、2019年5回、2020年1回、2024年1回、2025年13回の更新となっている。

## 概要
戦国時代の国人の跡取りとして誕生した転生者が歴史や現代の知識を使いつつ、戦国時代を平定する物語。原作は短い節毎に語り手が変わる一人称小説となっている。そのため、転生者である主人公の語り（思考）は現代人の言い回しで描かれるのに対して、他の登場人物の語りや作中の会話などは当時の言い回しで記述され区別されている。
特徴的なのは人物の呼び名で、基本的に当時の実際の呼び方に準じて名字と官位（武家官位、百官名）、あるいは官位の唐名または通称名が使われ、現代の歴史書や小説で一般的に使われる「名字＋諱」は主人公の思考内でしか登場しない。主人公自身の呼び名も、当初の幼名から元服後は通称名に代わり、その後は官位の授受によってその都度変わる。
周囲から竹若丸と呼ばれる自分が後の朽木元綱（作中の元服後は基綱）だと判り、当初は史実より上手く立ち回って江戸時代に十万石ぐらいの大名として存続することを目標とした。ただ、朽木元綱について知っていたのは織田信長の越前からの撤退戦（朽木越え）と関ケ原での寝返りで名前を見た程度で、それ以外は全く知らなかった（朽木”くつき”の読みを”くちき”だと思っていたレベル）。そのため二歳にして父を喪った後は、ただ生き延びるためだけに勝ち続けた結果、自身が天下統一の道を歩むことになる。

### 淡海乃海
作品タイトルとなっている淡海乃海は字のごとく「淡水の海＝大きな湖」のことで、現在の琵琶湖の古称。琵琶湖#呼称も参照
淡海乃海は古事記や日本書紀に記載があり、読みは古事記に「阿布美能宇美」とあることから「あふみのうみ」とされる。主人公が転生した戦国期は一般に「あふみ」と呼称されるが、公家出身の母は万葉集から「あふみのうみ」と呼んでいる。
ちなみに、今の滋賀県に位置する近江国は「近い淡海のある国」を意味する近淡海国から、それと対比する「遠い淡海」は浜名湖を指し、今の静岡県西部に位置する遠江国は「遠い淡海のある国」を意味する遠淡海国からとなる。

### 羽林、乱世を翔る〜異伝　淡海乃海〜
将軍足利義藤（後の義輝）の介入により、竹若丸が朽木家を継げなかったことで分岐する物語。
叔父が朽木家当主となり、母の実家である公家（羽林家）飛鳥井家の養子（飛鳥井基綱）となった主人公は、公卿として頭角を現していく。
本編とは別に単行本とコミカライズが刊行されている。

### 元号の差異
本作の世界では永禄十三年（1570年）以降、史実と元号に差異が生じている。元亀、天正は史実と改元時期が異なり、天正から改元した禎兆（ていちょう）は本作独自の架空の元号となる。
| 史実                                      | 本作                                      |
| ----------------------------------------- | ----------------------------------------- |
| 永禄元年（1558年） - 永禄十三年（1570年） | 永禄元年（1558年） - 永禄十六年（1573年） |
| 元亀元年（1570年） - 元亀四年（1573年）   | 元亀元年（1573年） - 元亀五年（1577年）   |
| 天正元年（1573年） - 天正二十年（1593年） | 天正元年（1577年） - 天正五年（1581年）   |
| 天正元年（1573年） - 天正二十年（1593年） | 禎兆元年（1581年） -                      |

元亀への改元
改元のきっかけは将軍となった足利義昭の意向による。そのため史実と作中で上洛時期が異なり、改元時期に差異が生じた。
天正への改元
改元のきっかけは、元亀に改元した将軍義昭が時の天下人（史実は信長、作中は主人公）から離反して京から放逐された事による。
これも史実と作中で時期が異なるが、自身から朝廷に改元を要請した信長に対して、主人公は「元号ってあまり変える物じゃない」とする前世の感覚から朝廷から打診されるまで気にしていなかった、
禎兆への改元
改元のきっかけは帝の譲位（代始改元：基本は皇位継承の翌年に改元）による。
これも史実と作中で譲位時期が異なり、さらに譲位から改元まで6年を要した史実と異なり、作中では翌年4月に滞りなく改元したことで比較的大きな差異が生じた。
また即位した新帝は東宮誠仁親王で、史実では譲位前に薨去したため摘孫の和仁親王が践祚している。
生前譲位は後花園天皇が譲位した寛正五年（1464年）が最後で、実に116年（史実では122年）ぶりの復活となった。

## あらすじ

### 竹若丸
天文十九年（1550年）十月、敗戦による父の戦死という危機的状況で二歳にして近江国高島郡の一角である朽木谷8千石を支配する朽木家当主となった主人公は、その逆境を祖父の後見と将軍足利義藤の来訪という幸運で切抜けて以降、前世知識による「富国強兵」「殖産興業」政策を進める。
天文二十二年（1553年）八月に将軍義藤が再び三好家との政争に敗れて朽木に避難、その年の暮れに三好家からの圧力を受け、翌年一月に三千の兵を揃えて威圧する三好の重鎮三好孫四郎と対面して、三好の要求を拒否する。
弘治三年（1557年）九月に後奈良天皇崩御。弘治四年（1558年）早々に御大典の儀に伴う和睦で将軍義輝（義藤より改名）が京に帰還すると、高島七頭の惣領高島越中家との抗争が勃発する。永禄二年（1559年）二月、数的劣勢な中で当時の最新兵器である鉄砲の集中運用と地理的な特性を活用して高島軍を撃退、策略を併用して近江高島郡の過半（約5万石）をその手中に治める。
高島越中守を裏から嗾けていた近江の守護大名六角左京大夫は朽木を懐柔する方針に転換、主人公は六角家と浅井家の争いに巻き込まれる。永禄三年（1560年）六角方で野良田の戦いに参陣、史実における六角の敗北を覆して浅井新九郎（賢政）を討ち取る殊勲を挙る。その後は高島郡から浅井方を駆逐して伊香郡に侵攻、琵琶湖北端の塩津浜城に居を移した。

### 弥五郎
永禄四年（1561年）三月、左京大夫の養女との婚儀に際して、元服して弥五郎基綱と改める。
同年六月、木之本の戦いに勝利して浅井家を滅ぼす。これにより六角との関係は安定したかに思えたが、名将と評判の主人公を妬んだ六角家嫡男の右衛門督（義治）との確執が表面化する。同年九月、信濃国で武田・上杉による第四次川中島の合戦が勃発。史実と異なり、上杉方の大勝利となった。
永禄五年（1562年）四月、右衛門督主導で六角家が美濃の不破郡に侵攻、美濃一色家との抗争が長期化の様相を呈すると六角家中の不満が高まり、家督争いも絡んで右衛門督と周囲の不和が激化していった。同年暮れに将軍義輝の仲介で和睦が成立、六角は美濃から撤退して左京大夫が隠居するも家中の騒動は治まらず、永禄六年（1563年）四月、大規模なお家騒動が発生する。
畿内の有力勢力（六角）の不安定化は周囲にも伝播し、まず五月に越前の朝倉家で下剋上が発生。六月には三好家の内藤備前守が若狭から守護武田家を追い払い、六角家の影響下にあった大和北部も三好家の松永弾正忠に浸食されていった。そんな中で八月、史実通りに三好の後継者三好筑前守が病没、三好家にも暗雲が漂い始める。
混乱の中で朽木への帰属を希望する坂田郡を受け入れた主人公は、東の拠点として今浜の築城に着手する。そして朝倉式部大輔が加賀一向一揆勢の対応に手一杯な状況を利用して、同年十月に敦賀を急襲して鉢伏山・木ノ芽峠に防御線を構築する。これにより日本海での交易拠点を手に入れ、日本海から近江を経由して京都に至る物流ルートを掌握する。
その間も六角の内紛は続き、同年暮れに将軍家の御扱いにより右衛門督は廃され、細川晴元の次男が輝頼と改名して六角の家督を継ぐ。事態は収束するかに思えたが、六角家臣団と新当主に付き添ってきた幕臣との間で軋轢が生じ、朽木に帰属した坂田郡を巡って主人公とも確執が生まれる。
永禄七年（1564年）七月、当時の天下人三好修理大夫が病没。三好の支配体制が揺らぎ、十二月に丹波から三好方の内藤備前守が追い払われ、続いて河内・紀伊の守護畠山修理亮が反三好で挙兵するなど、畿内を戦乱が覆っていく。こうした中で永禄八年（1565年）一月に永禄の変が起こり、長年”三好打倒”を画策していた将軍義輝が殺害され、将軍の権威を後ろ盾とした六角家（輝頼）はさらに弱体化していく。
一方越前では、八月に朝倉式部大輔が一揆勢との戦いで戦死、その後一揆勢は朝倉の残存勢力を掃討しつつ翌年（1565年）八月に敦賀に攻め寄せる。主人公は木ノ芽峠で一揆勢を撃退すると、九月には一揆勢の攻勢に同調した近江の本願寺勢力（堅田門徒）を制圧、介入してきた延暦寺の僧兵を撃破して比叡山焼き討ちを決行。湖西（滋賀郡）の宗門勢力を一掃すると西の拠点として坂本の築城に着手する。
永禄九年（1566年）六月、三好撤退後は守護不在の若狭を攻め取る。その遠征中に三好家が、孫六郎義継派（松永弾正忠、内藤備前守）と豊前守実休派（安宅摂津守、三好三人衆）に分裂する。

### 大膳大夫
永禄九年（1566年）七月、朝廷からの打診を受けて従四位下大膳大夫に叙任される。
同年八月、主家（輝頼）と険悪な関係に陥っていた舅の平井加賀守一族を朽木家に引き取る。この件で主人公と六角家は一触即発の状況になるが、義継派に擁立された将軍候補足利義秋の仲介で収まる。九月、越前攻めを開始して年内に西半分を制圧する。
永禄十年（1567年）五月に越前全域の制圧を終え、六月に義秋の策による六角・朽木・美濃一色・織田の連合による実休派打倒の上洛戦が始まる。この連合は六角と美濃一色が離反して瓦解するが、主人公は三好との合戦（第一次山科合戦）に勝利、軍を返して六角家を滅ぼす。更に越前に大挙押し寄せてきた加賀・飛騨の一向一揆勢を木ノ芽峠で殲滅（木ノ芽峠の根切り）、その余勢を駆って加賀全域を接収する。
永禄十一年（1568年）五月、越後の上杉輝虎と共同で北陸平定戦を開始。前年の大敗（木ノ芽峠の根切り）で弱体化した北陸の一向一揆勢とその同調勢力を掃討、越中・能登を制圧する。
一方、畿内の戦乱は徐々に三好実休派の優勢に傾き、河内から紀伊へと転戦しながら抵抗していた畠山修理亮は紀伊平野部の国人衆が三好方に寝返り、紀伊山地に逼塞を余儀なくされる。だが、その直後に三好実休派が擁立していた将軍候補平島公方家足利義栄が史実通りに堺で病没する。また織田上総介により稲葉山城が陥落し、美濃攻略が完了（美濃一色氏が滅ぶ）。
永禄十二年（1569年）二月、伊勢侵攻を開始する。事前の調略もあって長島一向一揆と南伊勢の北畠家を残して制圧。いったん軍を近江に戻して、別軍を率いて内紛が勃発した能登を制圧。八月には最初の軍を率いて伊勢に再侵攻、油断していた北畠権中納言を下して南伊勢を制圧、主要な敵は長島一向一揆のみとなる。
同年暮れ、清水山城にて祖父の朽木民部少輔永眠。
永禄十三年（1570年）一月、居城を十年ぶりに塩津浜城から清水山城に戻す。北伊勢で発生した一向一揆を六月に鎮圧。九月に再度伊勢に出陣、北畠家の影響力が残る伊勢各地の公界を制圧して志摩を掌握、伊勢から北畠家の影響力を払拭していく。同年暮れ、朝廷から将軍宣下を受けて実休派が擁立した足利義助が第十四代将軍に就任。
永禄十四年（1571年）四月、満を持して一向宗の拠点伊勢長島を攻略、次いで五月に北畠本家（具教・具成親子など）を粛清して伊勢を完全に掌握すると、伊賀の国衆が朽木家の傘下に入る。これにより朽木領の東側は同盟国（上杉・織田）で占められ、その目は必然的に西（畿内）を向く事になる。
畿内では大和の義継派と紀伊の畠山が連携して、畿内の大半を制した実休派に抵抗を続けていた。そうした状況下で、永禄十四年（1571年）十月に上洛戦を開始、山科で実休派を撃破（第二次山科合戦）して畿内を制圧する。敗れた実休派は余力を残しつつ本拠地（阿波・讃岐・淡路）に退き、将軍義助も平島公方家に退去する。
畿内を制した主人公だったが義昭との関係は良好とは言えず、朽木軍は近江に撤収する。畿内を自派で固めた義昭だったが、朽木不在を好機と見た実休派が永禄十五年（1572年）三月に突如として急襲を仕掛けて窮地に陥る。この襲撃は坂本城から駆けつけた朽木軍により阻まれ、実休派は朽木本軍が来る前に四国に戻る。そして改めて摂津が朽木に与えられ、主人公は前の政所執事伊勢伊勢守（貞孝）を復職させて間接的に幕府の実権を掌握する。七月、南近江に築城していた八幡城（現近江八幡市）が完成、居城とする。
その後は旧知の三好孫四郎（長逸）を介して実休派との交渉を進め、永禄十六年（1573年）二月に義昭の将軍即位（前年暮れに義助が将軍位を返上）を成し遂げる。
同年六月、勅命による禁裏御料（丹波国山国庄と小野庄）奪還のため丹波に攻め入り、押領していた宇津右京大夫を追い払って周囲を威圧、その間に不穏な動きがあったとして若狭の兵を丹後に進める。南北から朽木軍に脅かされた川勝大膳亮などが朽木に恭順して丹波の東半分を制圧、波多野左衛門大夫、赤井悪右衛門などが動けない中で七月に丹後の一色左京大夫を攻め滅ぼす。

### 近江少将
永禄十六年（1573年）八月、御料奪還の功績により正四位下左近衛権少将（四位少将）に叙任（越階）される。
丹波に残存する反朽木派には断続的な戦いと調略を仕掛け、翌年五月に制圧を完了した。その後は播磨（英賀）の一向宗に備えつつ、浄土真宗本願寺派の総本山石山本願寺への圧力を強める。また毛利家傘下で備前の宇喜多和泉守（直家）と対立する備中の三村修理進（元親）と密かに通じる。
元亀三年（1575年）一月、長島一向一揆の残党が恭順して石山本願寺を離脱すると、四月に5万の大軍で包囲された石山本願寺は、六月に”朝廷の御扱い”による和睦で放棄され、顕如は西国へと落ちていった。その直後、「関東管領上杉輝虎殿、中風にて倒れる」の急報が届く。輝虎は何とか一命は取り留めるが半身に麻痺が残り、急遽後継者に擁立された甥の上杉喜平次（景勝）の立場を強化するため、主人公の長女・竹姫との婚儀が決定する。
元亀四年（1576年）二月、5万を動員して播磨に侵攻して瞬く間に制圧するが、内通していた三村修理進が宇喜多和泉守に暗殺され、その宇喜多に朽木への降伏の気配を感じると軍を収める。その後、備中は毛利家により制圧され、それに対して主人公は山陽・山陰の両面で謀略戦を展開、諸将の毛利家への疑心暗鬼を醸成していく。
同年八月、3万を動員した竹姫の輿入れ行列が近江を発し越後に向かう中、将軍義昭が京で挙兵するが、三好の取り込みに失敗して毛利勢力圏（鞆の浦）に逃亡。主人公は将軍直轄領（山城国）や挙兵に同調した畠山修理亮の紀伊を接収、また挙兵の裏に毛利家の影を感じ取り、謀略戦を強化して毛利家・宇喜多家を追い詰めていく。なお松永弾正忠から申し出があり、三好家の跡継ぎ千熊丸に主人公の三女・百合姫を嫁がせることを決める。

### 近江中将
元亀四年（1576年）九月、従三位左近衛中将（三位中将）に叙任される。
元亀五年（1577年）一月、織田・徳川連合軍により甲斐武田家滅亡。続いて備前宇喜多家の内紛で和泉守が死亡、朽木と毛利が備前で直接対峙する。主人公が負傷する激しい攻防が続く中、八月に山陽と山陰の両面から朽木の大規模攻勢が行われ、但馬・因幡・備前を制圧する。
天正二年（1578年）四月に攻勢を再開、美作を制圧して備中に進出した主人公の下に、織田信長が「飲水の病」との報告が入る。後背の同盟国（織田家）に不安を感じた主人公は、史実に倣い備中高松城で水攻めを敢行、毛利家は史実と同じく屈服して朽木家に臣従を誓った。

### 亜相
天正二年（1578年）九月下旬、参議（宰相）に叙任、その十日後に権中納言（黄門）に叙任される。翌年の天正三年（1579年）二月、正三位に昇進して右近衛大将に就任。同年七月、権大納言（亜相）に叙任される。
天正三年（1579年）八月、相模北条氏の小田原城を包囲していた織田信長が戦死（享年46）、さらに勘九郎信忠も戦死したことで織田家は家督争いが勃発。十二月、旧領回復のため北条勢が伊豆に出兵した隙を徳川に突かれて、小田原落城（北条家・今川家滅亡）。
天正四年（1580年）一月、土佐一条家で内紛が勃発、その一条家を長宗我部家が狙っていた。主人公は一気に問題を解決すべく四国出兵を決意するが、長宗我部家の背後に琉球との交易独占を目論むと薩摩の島津家の影を感じ取ると、豊前の大友宗麟と肥後の龍造寺山城守（隆信）の和睦を斡旋、さらに琉球に朽木への服属を勧める使者を出す事を決める。そして出兵の準備が進む三月下旬、出兵に気付いた長宗我部が降伏する。
四月に出兵して騒動の元となった一条三位少将を引退させ、さらに軍勢と共に土佐から島津家を威圧する主人公に対して島津修理大夫（義久）は顕如を通じて安芸で一向一揆を起こすが速やかに対処され、さらに大友や竜造寺が朽木に呼応して日向・肥後方面で軍を動かし、四面楚歌の島津家は主人公に譲歩を余儀なくされ大友・竜造寺と和睦する。
一方、尾張では四国出兵中の四月に織田三介が織田三七郎を討ち、織田家の新たな当主となる。しかし主人公の嫡男堅綱による美濃調略は進んでおり、同年十月上旬、朽木軍による美濃侵攻が始まり、十一月下旬に美濃制圧。越後では上杉喜平次が関東で越冬する隙を突き、徳川と連携した会津の蘆名が蒲原郡に侵攻、隠居の上杉謙信が出陣して撃退する。

### 前内府
天正五年（1581年）一月、従二位内大臣（内府）に補任される。
正親町天皇が誠仁親王へと譲位して院（太上天皇）となる。それに合わせ、禎兆に改元。
禎兆元年（1581年）四月下旬、美濃と伊勢から尾張に侵攻を開始、三河に逃げた織田三介信意は五月に岡崎城で降伏する。同年八月、嫡男堅綱に朽木家の家督と旧織田領五か国（尾張・三河・遠江・駿河・伊豆で約百二十万石）を譲り、堅綱は朽木家当主として従四位下大膳大夫（父基綱の初官位と同じ）に叙任される。
同時期、帝の代替わりを機に薩摩に居る将軍義昭の上洛を計画するが、十二月に義昭は顕如に殺害され、顕如も自害する。
禎兆二年（1582年）四月、駿府に移った堅綱は上杉と共同で徳川領甲斐・諏訪に侵攻、徳川軍は岩殿城に籠城する。八月、主人公は正二位に昇進、同時に源氏長者に就任。十月、徳川軍は悪天候に乗じて岩殿城からの撤退に成功する。九州では島津勢が大友への攻勢を開始。九月下旬に足利義昭の子・左馬頭（義尋）との謁見の場で主人公襲撃事件が発生し、主人公重傷との風評が九州で流れて島津に続いて秋月氏が大友領に侵攻、戦乱が拡大していく。
禎兆三年（1583年）二月、総勢十万を超える軍勢で九州攻め（島津討伐）を開始する。五月には秋月修理大夫（種実）が降伏、北九州の制圧を終える。七月、豊後から日向へと南下を始めた朽木本隊に対して島津も主力を日向に集結させたが、島津の本拠地薩摩に土佐から別動隊が奇襲上陸する。これにより島津勢は混乱、さらに肥後を南下した明智十兵衛の別動隊も相良遠江守（義陽）、阿蘇大宮司（惟種）と合流して薩摩に侵攻、島津本隊が大隅の鹿屋城にて滅亡したのは九月であった。その後、薩摩で九州の仕置きを行っていた主人公に、阿波にて三好阿波守による権大納言足利義助殺害の報が届く。
一方、九州攻めの間も朽木堅綱による関東侵攻は進み、二月に箱根の湯坂城を攻略、その後は徳川家の忍び（元は甲州忍び）や三崎水軍など相模の国人衆が次々に離反する。徳川家は小田原城に逼塞し、その年の暮れに降伏、家康は切腹して果てる。

### 相国
禎兆四年（1584年）、従一位太政大臣（相国）に補任される。また堅綱が征夷大将軍に就任する。
四国では三好阿波守と十河民部大輔が細川掃部頭により滅ぼされ、淡路水軍を率いる安宅甚太郎は朽木に服属する（旧・実休派消滅）。四国の過半を制した掃部頭は朽木に同盟を呼びかけるが、七月朽木による四国出兵が開始され、十月には制圧を終える（細川阿波守護家滅亡）。
禎兆五年（1585年）五月、琉球王国からの使節団が来訪。ただ天皇の謁見は見送りとなり、朝堂院の再建を開始する。関東では相模・武蔵を抑えた堅綱が下総に侵攻する。
禎兆六年（1586年）一月、畿内から北陸・東海にかけて大規模な地震が発生、九州では「相国重傷」との虚報が流れ、それを信じた竜造寺家が大友領に攻め入る。五月、琉球からの二回目の使節団が来訪し、再建された大極殿にて天皇の謁見が実現。
同年十一月、総勢十五万を動員し、二回目の九州攻め（龍造寺討伐）を開始。同年暮れ、臼杵城で大友宗麟病死。翌年二月、肥前国太田城の戦いで龍造寺山城守死亡、三月須古城にて龍造寺太郎四郎が降伏（竜造寺家滅亡）。
禎兆八年（1588年）四月、関東・奥州に出兵する。主人公は下野から蘆名攻めを、堅綱が常陸の佐竹攻めを開始する。その最中、九州のキリシタンを支援するためイスパニアが呂宋から軍を派遣し、それを察した琉球の尚永王が人質派遣を中止した事を知る。それに対して主人公は、イスパニア領呂宋攻めと琉球の武力併合を決める。
同年九月、蘆名主計頭と佐竹義重を下して奥州の親朽木勢力は朽木に恭順する。十月、黒川城に集結した朽木・上杉の連合軍十八万が北上を開始、米沢城に集結した最上・伊達を中心とした奥州連合軍八万も南下、両軍は置賜郡笹野（笹野山の麓）で対峙する。11月、先鋒となった伊達・相馬勢は奇襲を目論むも予見され、奮闘するも壊滅、その最中に最上勢が朽木に寝返り、奥州連合は崩壊する。
冬の到来を前に、主人公は後を堅綱に任せて近江に戻る。直近の課題である琉球・イスパニア問題を進める主人公に、古くから懇意にしている商人が「敦賀と塩津浜の間に水路を」と嘆願する。これに前世知識の琵琶湖運河を思い出した主人公は、北陸だけでなく石山（大阪）や伊勢との間を含めた包括的な水路網を思い描き、引いては経済的な中心を史実通り海路による大阪にするか、琵琶湖を中心とした水路網による近江とするかの判断を大評定にかけ、大評定は水路建設の判断を下した。

## 登場人物

### 朽木家
朽木竹若丸 / 朽木基綱
本作の主人公で、通称は弥五郎。現代日本人の転生者。作中での事績については「あらすじ」参照。
転生前の名前は不詳で、昭和生まれて50歳過ぎで転生した。転生前は”三人兄弟の末っ子”で結婚はせず、”平凡過ぎるほど平凡な一生”を過ごし”、最後に何か残したい”と歴史物の小説を書こうと思い立つ。
新生児として転生した時から前世の記憶と意識があり、それ故に「赤ん坊らしさ」が全くなく母親や周囲を困惑させている。また周囲の状況や将来の展望を色々考えていたが、その間は考えに没頭して無表情・無言でいることから周囲からは「不思議な子」や「変人」扱いされる。結果的に母親の態度は他人行儀となり、後見役の祖父が付き添った事で「爺ちゃん子」に育つ。この志向は元服後に副将や相談役といった老臣を身近に置く体制に繋がる。
周囲の状況や会話から信長以前の侍大将クラスの武家で場所は近江と判ったが、”くつき”から朽木にたどり着くまで時間がかかった。また朽木元網の生い立ちなどは全く知らないため（史実通りだが）唐突に二歳で当主となり、とにかく「生き抜くこと」を最優先で奮闘していく。
当初から三好家や六角家といった周囲の大勢力に挟まれた小勢力だったため、去就に悩む国人の立場に理解を示し、「支配下の国人に優しい」との評価を得ている。
- 私生活

永禄四年（1561年）、元服した13歳の時に六角家から正室（六角家の養女・小夜）を迎え、永禄十一年（1568年）に越前の氣比神宮大宮司家出身の雪乃を側室とした。その後は実家が滅んで保護した遺族の中から、辰、篠、桂、藤、夕などが側室となっている。これらは滅亡した生家を再興、または生家と朽木家の繋がりを強化する狙いがあり、六男駒千代が温井家、八男龍千代が三宅家を再興し、七男康千代（北条）、十男吉千代（織田）もそれぞれ母方の名字を名乗る可能性がある。
永禄九年（1566年）暮れの越前平定中に誕生した第一子竹若丸（後の弥五郎堅綱）を筆頭に、禎兆五年（1585年）時点で十一男十女（1人は養子）を授かる。また禎兆二年（1582年）嫡男・堅綱に、禎兆五年（1585年）長女竹姫に、それぞれ嫡男（主人公の孫）が生まれている。
朽木綾
基綱の生母。飛鳥井雅綱の娘。主人公の中では「綾ママ」と呼んでおり、主人公視点では美人。
夫の朽木晴綱が戦死した後も仏門には入らず、主人公と実家の飛鳥井家（を通じて朝廷）との橋渡し役を務めている。
幼い頃から明らかに通常の子供と異なる主人公に違和感を覚えて他人行儀に接していたが、主人公の成長と共に違和感も薄まり、主人公が側室を多く持つことに積極的。また孫の竹若丸（後の堅綱）が生まれてからは、主人公の分まで可愛がっている模様。家臣からは大方様（当主の母の敬称）と呼ばれ、家督が孫の堅綱に移っても呼び名は変わっていない。また天正四年（1580年）時点でも、主人公を「弥五郎」、孫の堅綱は「竹若丸」と呼んでいる。
主人公の対朝廷政策の一部は公家出身ということから「母親の策ではないか」との風評が朝廷内で流れる事もある。
IFルートの「羽林、乱世を翔る〜異伝　淡海乃海〜」では再婚して主人公と離れる。
朽木小夜
主人公の正室。近江守護・六角左京大夫の養女で、重臣平井加賀守の娘。
史実では永禄二年（1559年）一月に浅井新九郎に嫁ぐが、両家の手切れにより同年四月には実家に戻されて以降は消息不明。この世界では六角家と朽木家の結び付きのため永禄四年（1561年）一月に主人公との婚儀が決定、同年五月に嫁いだ。嫁いでから長らく子が出来ずに思い詰めていたが、永禄九年（1566年）の第一子竹若丸（後の弥五郎堅綱）を筆頭に四男二女を儲けて正室としての地位を盤石にしている。
禎兆元年（1581年）に長男・堅綱が朽木家の家督を継ぎ、禎兆六年（1586年）には次男・佐綱に毛利家（毛利伊予守（元清）の娘・弓姫）から嫁を迎え、三男・滋綱が養家六角家の名跡を継承する予定。また禎兆五年（1585年）に長女・百合姫は河内守護・三好左京大夫の跡継ぎ・孫六郎長継（千熊丸）に嫁いだ。
朽木雪乃
主人公の側室。敦賀にある氣比神宮の大宮司、氣比憲直の娘。
永禄十一年（1568年）小夜が妊娠中（第二子松千代、後の佐綱）に家臣からの勧めで側室となり、永禄十二年（1569年）暮れの第一子竹姫を筆頭に二男四女を儲ける。元亀四年（1576年）に竹姫が上杉弾正少弼（後の関東管領）、禎兆四年（1584年）暮れに次女の鶴姫が内大臣・近衛前基に嫁ぐなど正室に次ぐ立場を確立している。
氣比神宮は延喜式で名神大社に列した古社で、越前国の一宮、北陸道総鎮守と称された高い格式と越前はもとより越中から越後・佐渡にまで及ぶ広大な社領を保有していた。このことは大宮司家の血を受け継ぐ竹姫が、越後の上杉家に嫁ぐ要因ともなっている。
朽木民部少輔（稙綱）
主人公の祖父。2歳で当主となった孫を支え、名実ともに後見役として主人公を助けた。主人公の初陣では戦場まで出張って来たが、その後は主人公が留守にした本拠地清水山城を守る。
元服時に10代将軍足利義稙から偏諱を受け、12代将軍足利義晴の代に内談衆（側近）、13代足利義藤（後の義輝）の代に御供衆（親衛隊）となり、幕府内で重用された。当人も幕臣としての意識が強く、将軍家再興への思いと相反する現実に悩むこともあるが常に孫の行動を肯定的に受け止めて助力を惜しまなかった。
永禄五年（1562年）に初代の評定衆となる。主人公からは「お爺い」、家中では「ご隠居様」、義藤や幕臣・他家からは官職（民部少輔）で呼ばれる。永禄十二年（1569年）暮れに清水山城にて永眠。
朽木蔵人（惟綱）
主人公の大叔父（稙綱の弟）で一族の重鎮。朽木谷時代は支城（西山城）を預かっており、主人公からの信頼は厚く、お爺いに内緒で硝石作りを任される。
永禄二年（1559年）朽木が高島郡を制すると安曇川河口の要衝舟木城に移り、息子主殿と共に実質的に朽木谷を含む朽木直轄領全域を任され、明確な記載はないが勢力の拡大と共に旧浅井領（伊香郡・浅井郡）の直轄地を併せて朽木家の直轄地（約十二万石）を実質的に管理したと思われる。永禄五年（1562年）に兄と共に初代の評定衆となる。永禄十四年（1571年）に伊賀が帰属すると伊賀忍の支配頭となり、土佐や九州での情報戦を任せられる。
天正二年（1578年）に完全引退（家督は既に主殿に継承済み）、相談役を断って朽木谷に隠棲した。作中では子（主殿）や孫（主税）を含めてこの家系の所領や家禄についての言及がないが、隠遁先が朽木谷である事から家禄だと思われる。未だ死去の記述はないものの、禎兆元年（1581年）四月の「最近は寝込みがち」との近況が最後となっている。
朽木主殿（惟安）
朽木蔵人の息子。永禄二年（1559年）宗家が清水山城に移った際には西山城主兼朽木城代として朽木谷を預かっている。父と共に高島郡・伊香郡・浅井郡の直轄地を鉄砲・硝石の一大産地に発展させ、裏方として朽木家の基盤を固めた功労者。
元亀三年（1575年）、主人公の次男松千代（元服後の次郎右衛門佐綱）の傅役を任される。ちなみに松千代が尾張に移った禎兆二年（1582年）、主人公は「いずれ主殿は戻さなければならん。…、五年後には戻す事にしよう」と思っている場面があるが、作中の禎兆七年（1587年）十一月時点でも傳役として次郎右衛門に付いている。
朽木主税（基安） / 梅丸
朽木主殿の息子（蔵人の孫、主人公のはとこ）。主人公の当主就任直後から側仕えとして一緒に育つ。
永禄四年（1561年）の元服後は近習から公事方・兵糧方・軍略方を歴任、天正二年（1578年）の毛利攻め後は一軍を率いる大将となり、平時は相談役らと共に主人公の傍にいる事が多い。
禎兆六年（1586年）の九州攻め（龍造寺討伐）では第三軍を率いる大将として豊前・豊後方面を担当、禎兆七年（1588年）奥州征伐の笹野の戦いでは先手の大将を務めている。また禎兆七年（1587年）、主人公の四男万千代（元服後の四郎右衛門照綱、側室・雪乃の長男）の元服の際に烏帽子親を務めている。
主人公とは気心が知れた「無二の仲」といってよく、親族という事もあって家中で最も重きをなしている人物の一人。
朽木長門守（藤綱）
朽木左兵衛尉（成綱）
朽木右兵衛尉（直綱）
朽木左衛門尉（輝孝）
主人公の叔父（父の弟）。主人公が家督を継いだ時には幕臣として京で将軍義藤に仕えている（朽木に亡命した時には一緒に朽木に来ている）。
朽木が大きくなるにつれ、「親族衆が弱い」と考えた主人公が朽木に呼び戻している。永禄二年（1559年）に長門守と左兵衛尉が朽木に戻り、鉄砲隊と騎馬隊を任せられる。永禄四年（1561年）に残り二人も戻り、共に新設された兵糧方となる。毛利を下した後、（畿内の西を守る防壁として）備中、備後でそれぞれ五万石の領地を与えられた。
作中で触れられることは少ないが大叔父の家系より主人公に近い血筋であり、最年長の長門守藤綱は永禄十年（1567年）に評定衆に加わり、天正二年（1578年）の世嗣・堅綱元服では烏帽子親を務めた。妻子についての言及は無いが、朽木分家として各々一家を成していると思われる。

### 飛鳥井家
飛鳥井雅綱
主人公の外祖父（母方の祖父）。登場時は正二位権大納言の官職で既に家督は息子の雅春に譲っていたが、主人公が元服時に官位を辞退した代わりに永禄四年（1561年）四月に従一位准大臣へと進んだ。元亀二年（1574年）に死去。
勤皇家としての名声に加え「天下第一の富強」と言われるほどに成長した主人公を背景に、娘の生んだ永仁皇子の東宮宣下を目論み、主人公からは危険視された。史実では蹴鞠の宗家として織田信秀（信長の父）や北条氏康など地方の戦国大名と交流があり、作中でも死後であるが大友宗麟がその縁で飛鳥井家を介して主人公に助けを求めている。
飛鳥井雅教
飛鳥井雅綱の息子、主人公の伯父（母の兄）。登場時の官位は左衛門督で永禄四年（1561年）の主人公の婚儀では中納言となっており、その後は権大納言に進んて禎兆二年（1582年）には父に続いて准大臣に到達した。
弘治三年（1557年）の新帝即位の件で朽木を訪れて主人公から費用の献金を引き出すが、将軍義輝の帰京を条件として突きつけられて以降、主人公の勘気を恐れている。それもあってか関係強化のため弟の尭慧と図り、永禄十年（1567年）に尭慧の娘（雅教の姪）を養女として主人公の正室にしようと画策した。
主人公が足利義昭を奉じて上洛した永禄十四年（1571年）に武家伝奏を務めている。能書家として評価が高く、元亀四年（1576年）主人公の長女竹姫の嫁入り道具として誂えた屏風の件では、取りまとめ役を勤めて和歌を清書している。その年の義昭挙兵で細川藤孝が死亡した際に、古今伝授候補に息子二人（飛鳥井四位中将（雅敦）と西洞院右兵衛佐（時慶））と共に名が挙がっている。
目々典侍
飛鳥井雅綱の娘、主人公の叔母（母の妹）。主人公目線では母に似た美人。
当時の後奈良天皇の皇太子方仁親王に仕る典侍を務め、皇太子との間に春齢女王(かすよじょうおう) と永尊皇女、さらに（史実にない）永仁皇子がいる。これは主人公の後援により、史実より方仁親王が頻繁に訪れたことの影響と説明されている。
娘二人は朽木家の支援により内親王となって、それぞれ一条内基・西園寺実益に降嫁、方仁皇子は親王宣下を受けて兄が東宮として擁立されると竹田宮家（世襲親王家）を創設した。
主人公からの信頼は非常に厚く、兄達が目論んだ二人目の正室計画の対処を主人公から依頼され、東宮に仕える権典侍に出仕する様に取り計らった。
IFルートの「羽林、乱世を翔る〜異伝　淡海乃海〜」では、母の綾が再婚して家を出たため実質的に主人公の母親代わりとなり、娘の春齢女王が主人公に嫁いでいる。
尭慧
浄土真宗（高田派）を率いる僧。飛鳥井雅綱の息子、主人公の伯父（母の兄）。将軍足利義晴の猶子。
本願寺派の勢力伸長と自派の内紛が重なって衰退していた高田派の復興に尽力している。主人公の権勢を自派復興に利用しようと娘を主人公の二人目の正室にしようとしたり、主人公の祖父（稙綱）の葬儀を自派で執り行おうしたり、主人公にとっては頭の痛くなるような提案をしている。ちなみに娘（菊）は史実の元網の正室で、権典侍（事実上の側室）として東宮（誠仁親王）に仕えて康仁親王を儲けた。
作中では特に言及されていないが、本願寺派が朽木と敵対して殲滅されるに伴い宗旨替えする本願寺派の寺も多く、主人公と近い高田派の勢力は伸長していると思われる。
飛鳥井雅量 / 曽衣
土佐一条家の家臣。主人公の外祖父雅綱のはとこで、出家する前は従四位下左近衛少将権中納言の官職にあった。
戦乱を避けて縁戚の土佐一条家に身を寄せ、御一門衆として重きをなしていた。土佐一条家の使者として主人公に謁見、援助の見返りに琉球との交易の斡旋を提案した。
天正四年（1580年）の土佐一条家の内紛後、主人公と土佐一条家の橋渡し役として朽木家に移り、その後近江で逼塞していた長宗我部宮内少輔が相談役になるのに伴って曽衣も相談役となる。

### 親族衆
鯰江（なまずえ）備前守（為定）
近江愛知郡鯰江城の城主。妻（照）が主人公の伯母に当たるが、主人公が当主となった時期には交流も絶えていた。
永禄三年（1560年）に六角家の指示で朽木家を訪れ、主人公を野良田の戦いに誘った。その容貌から主人公の中では「ブルちゃん」と呼んでいる。
永禄九年（1566年）、舅の平井加賀守一族と一緒に朽木家に移り、共に親族衆となる。若狭で一万石を与えられ、翌年には嫡男・満介貞景の長男の左近定春が主人公の近習となっている。永禄十六年（1573年）の丹波攻めに連動して丹後に攻め入り、丹後一色家を滅ぼす。元亀三年（1575年）、近習だった左近が兵糧方に加わる。
元亀五年（1577年）に始まった対毛利戦では山陰方面（因幡・伯耆）を担当する大将として活躍。天正二年（1578年）、毛利家が臣従すると山陰で嫡男以外の息子達がそれぞれ三万石を与えられ、一族併せて二十万石ほどの大領を得ている。また孫（満介の三男）の藤五郎定興が甲斐武田家の松姫を娶って、名門武田家を継承する。
禎兆三年（1583年）の九州攻め（島津討伐）では別動隊の第二陣として息子の満介貞景、小次郎氏秀が日向に上陸、薩摩救援に向かおうとする島津本隊の足止めに成功する。 琵琶湖運河建設の際には小浜が廃れることを強く不安視しており、妻の照の手紙を通じて小浜にも水路を作るよう主人公に懇願している。
史実の鯰江一族は六角方として信長と戦い、天正元年（1573年）に敗れて一族は離散する。満介貞景など息子達の動向は不明だが、孫の左近定春は豊臣秀吉に仕えて大阪に鯰江の地名を残し、その末弟・高次は森に改姓して尾張に移って信長・秀吉に仕えて、その子の高政の代に毛利に改姓した。また大坂の陣で活躍した毛利勝永の父・毛利壱岐守は尾張出身の森姓（森吉成と名乗っていた時期が長い）だが出自がはっきりせず、鯰江氏（近江）出身の森姓であった可能性が残る。
平井加賀守（定武）
栗太郡の有力国人で六角家の六宿老（作中では六人衆）の一人に数えられた重臣。観音寺城の曲輪の一つ「平井丸」に居館を置いていた。主人公の正室（小夜）の実父。
当主が右衛門督（義治）になると遠ざけられ、次の輝頼の代には謀殺の危険を感じるほど険悪な関係となったことで、永禄九年（1566年）朽木家に引き取られて親族衆として遇された。
永禄十五年（1572年）、三好実休派の急襲を退けた後に摂津芥川山城代となり、朽木家の飛び地となる摂津の旗頭としての大役を勤める。元亀四年（1576年）時点で、摂津で五万石が与えられている。
禎兆二年（1582年）、嫡男・弥太郎高明に家督を譲り引退、主人公の相談役となる。
気比憲直
越前の一之宮で敦賀にある氣比神宮の大宮司家当主。社家であるが、多くの神職（神兵）や社僧（僧兵）・氏子からなる軍事力を有する有力者。
越前を中心に北陸全域に影響力と多くの社領を有したが、南北朝の戦乱期に南朝方に組して衰退、戦国時代には社領の多くが喪われていた。ただ地元敦賀や越前での影響力は根強く残っており、主人公は敦賀攻略前に密かに接触している。
史実では朝倉家に加勢して信長と戦って没落したが作中では中立を表明、朝倉家が滅ぶと朽木との関係を強化するため娘（雪乃）を主人公の側室として、親族衆としての立場を確立した。朽木が北陸に勢力を伸長するに従って多くの社領を回復、元亀三年（1575年）七月、上杉輝虎の倒れた時の急報を逸早く主人公に届けている。
朽木との関係性や外孫の竹姫が越後上杉家に嫁いだことで影響力が高まり、竹姫の輿入れ時には主人公から「北陸は勿論だが奥州にも気を配って頂きたい」と更なる協力を依頼された。

### 譜代家臣
※目安として、朽木谷八千石時代の家臣を譜代とする
日置五郎衛門（行近）
日置左門（貞忠）
朽木家譜代の重臣。初期の朽木の武を代表する親子で、主人公から父の五郎衛門は「白ゲジゲジ」、息子の左門は「黒ゲジゲジ」と呼ばれている。
五郎衛門は父晴綱が戦死した敗戦で殿を務め、主人公の初陣では鉄砲隊を率い、その後は主人公が”兵の動かし方を教わらねばどうにもならん”と副将に任命される。野良田の戦いでは”信長に仕えれば簡単に十万石ぐらい貰えそう”と主人公から評された。
主君（主人公）を前にしても「言いたいことは言う」タイプで、浅井との木之本の戦いでは主人公の布陣を”余り良くありませぬな”と切り捨て、”次は気を付けよう”と言った主人公に”次が有ればでござるが”と返している。また戦場での主人公の動向を母（綾）に知らせて「綾ママの間者」と思われる場面や主人公が「親戚のオジサン」と表現する場面など、主従を超えた関係を示す記述が多い。
永禄五年（1562年）譜代衆の代表として評定衆に加わり、越前国平定後は旗頭として北ノ庄（五万石）に入り、以後北陸方面（越前・加賀・能登）を担当する。天正二年（1578年）に隠居して相談役となり、天正五年（1581年）に死去。
息子の左門は、主人公の初陣では長槍隊を指揮し、天文二十二年（1553年）に鹿島へ使者として向かい、将軍義藤のための兵法者の招聘に成功した。
当初は「単純（一本気）」な面もあったが、後に「白ゲジゲジ五郎衛門に似てきた。…俺を冷やかすところまで似てきた」と評価している。父が副将として本隊を率いるのに対して今浜城に配され、父が越前の旗頭として北を任されると主人公の本軍に加わり、主戦場で活躍する。
父の隠居後は北ノ庄を相続するが、旗頭は先任の高野瀬備前守に引き継がれる。
宮川新次郎（頼忠）
宮川又兵衛（貞頼）
朽木家譜代の重臣。初期の朽木家臣団では日置家と並ぶ家柄。
新次郎（頼忠）は「思慮深く慎重」と評価されている人物で、永禄五年（1562年）に五郎衛門と共に譜代衆の代表として評定衆に加わり、永禄十年（1567年）の上洛戦では別動隊八千を率いて六角輝頼を攻め滅ぼす。その後は近江（坂本）で五万石の所領を得て、五郎衛門が越前で北を任せられたのに対して西の防衛を任される。上洛後の三好の逆襲では坂本から兵三千で京に駆けつけて将軍義昭を救出している。天正二年（1578年）に隠居して相談役となり、天正五年（1581年）に死去。
又兵衛（貞頼）は宮川新次郎の息子で、殖産奉行。
食べ物に拘りがあり、各地の特産品を調査する傍ら名物の食べ物を堪能して、父親から苦々しく思われている。父の隠居後は殖産奉行を兼任しながら坂本城を引き継ぐ。
ちなみに史実で仙台藩士として存続した朽木家は「宮川」から朽木に改姓しており、血の繋がりがある一門衆とされる。
田沢又兵衛（張満）
朽木家譜代の重臣。主人公の初陣では弓隊を指揮した武に秀でた人物。特に明記されていないが、日置家や宮川家に次ぐ家格と思われる。
敦賀攻略直後に木の芽峠に送られ、軍略方と共に防衛網の構築に当たる。越前平定後は木の芽峠から離れ主人公の本陣に居る事が多くなり、永禄十年（1567年）に評定衆に加わる。同年の上洛戦では越前に押し寄せた加賀一向一揆を防ぐため、一時的に木の芽峠に援軍として送られた。
永禄十六年（1573年）の丹波攻めの頃から別動隊に組み込まれることが増え、天正四年（1580年）に美濃を堅綱が制圧すると稲葉山城代となる。禎兆三年（1583年）の九州攻め（島津征伐）では土佐から薩摩に上陸した別動隊を率いて島津家の本拠内城や坊津を落とした。禎兆六年（1586年）の九州攻め（竜造寺征伐）では主人公直卒の第二軍に加わっている。
黒野重蔵（影久）
八門衆の統領。代々の譜代ではないが、まだ朽木谷を領する国人時代（主人公５歳の時）に朽木家に仕官する。
当初は存在を秘匿されていたが将軍義輝が京に戻った後の永禄元年（1558年）に主だった家臣に知らされ、永禄十年（1567年）には公に評定衆に加わる。
主人公暗殺を目論む丹波村雲党との抗争に打ち勝った元亀二年（1574年）、息子の小兵衛影昌に統領の座を譲り以後は相談役となる。主人公は重蔵を、”五郎衛門や新次郎同様親戚みたいなもの”と表現した場面がある。
荒川平九郎（長道）
守山弥兵衛（重義）
長沼新三郎（行春）
朽木家譜代の家臣。それぞれ御倉奉行・農方奉行・殖産奉行を務め、殖産奉行の宮川又兵衛を加えた四人で奉行衆を構成する。
荒川平九郎は「生真面目で計数に明るい」「冗談が通じない」とされ、主人公への突っ込み役として作中での出番が比較的多い。
日置助五郎（仲惟）/ 鍋丸
宮川重三郎（道継）/ 岩松
荒川平四郎（長好）/ 寅丸
長沼陣八郎（行定）/ 千代松
天文二十二年（1553年）から主人公の小姓となった四人で、朽木家譜代の有力家の出身。
永禄四年（1561年）に主人公や梅丸と共に元服して近習となり、朽木仮名目録作成作業に加わる。永禄十年（1567年）の上洛戦前に奉行衆の下に配属され、元亀三年（1575年）播磨攻めを前に揃って軍略方に登用される。
禎兆四年（1584年）の四国征伐後に、荒川平四郎、長沼陣八郎は阿波に配された（下記、秋葉九兵衛、葛西千四郎と一緒）。
秋葉九兵衛（重康）
千住嘉兵衛（義之）
葛西千四郎（裕嗣）
町田小十郎（真隆）
永禄十年（1567年）に主人公の近習に抜擢された譜代家臣の息子。小身の家であるが「出来は良い」として抜擢された。
禎兆四年（1584年）の四国征伐後に、秋葉九兵衛、葛西千四郎は阿波に配された（上記、荒川平四郎、長沼陣八郎と一緒）。禎兆七年（1587年）の九州平定後、町田小十郎が磯野藤二郎と共に豊後で三万石を与えられる。
秋葉市兵衛
朽木家譜代で主人公の近習九兵衛（重康）の縁戚。禎兆三年（1583年）の九州攻め（島津征伐）に従軍、筑前の益富城攻めの時に使番（伝令）として主人公の目に留まる。
島津征伐のあと主人公の馬廻の将として抜擢され、禎兆四年（1584年）の四国征伐では主人公の本陣に詰めている。禎兆七年（1587年）九州平定後に博多奉行所に配され、兵二千を預けられる。禎兆八年（1588年）に起きた長崎のキリシタン一揆では、長崎奉行所に居た大久保彦十郎と共に八千の兵を率いて討伐軍の主力となった。
神田正二郎
竹下源太郎
松村小源太
永禄九年（1566年）に塚原小犀次が鹿島に帰る際に、”見込みがある”として鹿島に連れて行った朽木家臣。
主人公は致仕する必要はなく朽木家臣としての扶持をそのままに、「いずれ気が向いた時に朽木に戻ってきてその技能を伝えてくれれば良い」と送り出した。

### 朝廷
近衛前久
近衛前基 / 明丸
五摂家のひとつ近衛家の当主親子。父・前久の登場時は関白左大臣で、足利義晴から偏諱を受けて「晴嗣」を名乗っていた。
近衛家は将軍義輝と縁が深く、朝廷内での親足利派の代表格。朽木に避難中の将軍義藤を帰京させるため、主人公が飛鳥井家を通じて支援していた。しかし京都を実質的に支配する三好家と組んだ元関白九条稙通が朝廷の主導権を握り、義輝が朽木に避難中の天文二十四年（1555年）正月に従一位に昇叙すると共に名を前嗣に改めた。
永禄三年（1560年）に長尾景虎を頼って越後に下向、永禄四年（1561年）主人公の婚儀には越後から出席した。関東から戻ってきた時期は不明だが、永禄の変の時には京に居て義輝に襲撃計画を知らせて逃げる様に促している。
永禄十五年（1572年）に足利義昭と組んだ二条晴良との政争に敗れ、息子の明丸（前基）を連れて清水山城に亡命する。四国から急襲してきた三好（実休派）を駆逐した朽木軍と共に京に戻り、三千の兵を預けられて御所の警護を任された。
これを期に主人公との協力関係が強まり、主人公の長女・竹姫が上杉家に嫁ぐ際には近衛家の養女となり、跡継ぎ前基に主人公の次女・鶴姫が嫁ぐなど公私にわたって強固な関係が築かれていく。
天正四年（1580年）関白を持して太閤となり、前基が内大臣となる。史実では信長との関係が深かったが、作中の信長は主人公が高島越中勢と争っていた永禄二年（1559年）に上洛して以降の上洛場面が無い上にその際も面会することは叶わなかったようで、会いたいと思いつつも結局最後まで顔を合わせることが出来ず非常に残念がっていた。
一条内基
五摂家のひとつ一条家当主。永禄八年（1565年）に主人公の従妹にあたる春齢内親王が降嫁したことから、朽木家と縁が出来る。
春齢内親王の降嫁が決まった永禄八年（1565年）には正三位・権中納言の地位にあり、永禄十年（1567年）に権大納言、元亀三年（1575年）に内大臣、天正四年（1580年）に右大臣となり、近衛前久が関白を辞した後は天正五年（1581年）に左大臣となる。
永禄十四年（1571年）に分家土佐一条家が朽木に支援を求めた際には紹介状を添えている。土佐の一条三位少将は父一条房通の養子で年長なので兄にあたり、武家として気風を纏っているので苦手としているが、土佐を一条家の影響下に置くことは非常に重要と認識して、主人公に協力して世嗣・内政の当主就任では後見役となる。
九条稙通
二条晴良
近衛前久の政敵だった摂家の当主。
九条稙通は天文二十四年（1555年）時点で前の関白。第十代将軍・足利義稙から偏諱を受けている。元々足利義晴と将軍の座を争った足利義維を支持していたとされ、義晴・義輝親子と強く結びついた近衛家と「仲が悪い」。
娘が三好長慶の弟・十河一存に嫁ぎ、後に三好宗家を継ぐ三好義継は外孫にあたる。また猶子の顕如も前年の天文二十三年（1554年）に本願寺宗主を継ぎ、三好家・本願寺勢力と繋がる有力者。朽木に退避中の義輝を京に戻そうと近衛家を通じて運動していた主人公にとって、最大の障害となっている。
元亀二年（1574年）に主人公の外祖父飛鳥井准大臣雅綱の葬儀には自ら参列して左京大夫義継が参列出来ない事を詫びているので、三好家との関係は継続していたと思われる。なお、この場面が作中最後の登場となり、史実では天正二年（1574年）に実姉の孫の九条兼孝に家督を譲っているので、史実通りに家督継承したと思われる。
二条晴良は、近衛前久が永禄十五年（1572年）に朽木の居城・清水山城に亡命する原因となった政敵。
三好家の勢力が強かった時に足利家と距離を取った前久は義輝とは関係を修復できたが義昭に嫌われており、義昭が将軍候補として還俗する時に協力したのが晴良だった。また、九条稙通と同じく足利義維支持派ともされるが、足利義晴からの偏諱である「晴」は変えていない。
上洛した義昭と組んで前久を追放したが、永禄十五年（1572年）三月に三好軍（実休派）を排除した朽木軍と共に前久が復帰すると形勢は逆転する。その後は元亀四年（1576年）に義昭が挙兵して毛利領に落ちた際にも同行せずに京に残り（再起は無いと見限る）、近衛前久とも和解したとされている。
九条兼孝
二条昭実
鷹司晴房
二条晴良の子。二条晴良が義昭派として朽木家と敵対した過去があるため、作中では年長の兼孝がその点を気にしている場面もある。
天正四年（1580年）時点で九条兼孝が左大臣、二条昭実が内大臣で、近衛前久が関白を辞した事で九条兼孝が関白、二条昭実が右大臣と繰り上がっている。天正五年（1581年）に断絶していた鷹司家を晴房が相続する際には事前に主人公にも打診があり、翌年には権大納言鷹司晴房の名が出てくる。
葉室頼房
山科言継
朽木家と縁戚関係にある公卿。主人公の祖父稙綱の妻が葉室頼継の娘で、両者は義兄弟となる。
将軍義藤の帰京工作をしていた天文二十四年（1555年）に言継は権中納言、頼房は参議の地位にあり、稙綱が協力を依頼している。永禄四年（1561年）の主人公の婚儀に出席、その後も朽木の催事（次郎右衛門の婚儀など）に名が出てくる。
西園寺実益
主人公の従妹にあたる永尊内親王が降嫁したことから、朽木家と縁が出来る。
西園寺家は摂家に次ぐ家格だが朝廷内での扱いは外様となっていた。降嫁に際して御化粧料として千五百石が付けられ、扱いも内々に改められる。
母が万里小路出身で天皇家との関係も深く、従妹姫の降嫁は朽木家と天皇家の関係強化の側面もある。
今出川晴季
権大納言。娘が主人公の従兄弟となる竹田宮永仁親王に嫁ぎ、朽木家と縁が繋がる。
後に六角高頼の娘が晴季の祖父今出川季孝に嫁いた縁で六角家の血を引いていることが判明、娘（瑠璃姫、竹田宮の正室の妹）が六角家の名跡を継承した主人公の三男・三郎右衛門滋綱に嫁ぎ、朽木家との繋がりが太くなる。
勧修寺尹豊
主人公の婚儀の時に武家伝奏の職にあり、同輩の広橋国光と共に出席した公卿。
若狭三方郡の有力者粟屋越中守の一族に妹が嫁いだ縁で、永禄九年（1566年）朽木の若狭侵攻では事前に恭順するように説得した。
東宮となった誠仁親王の正室阿茶局の祖父で、帝（正親町天皇）と東宮（誠仁親王）の正室を輩出した万里小路家を孫の充房が継ぐなど、万里小路惟房亡き後は最も帝に近い存在と言える人物。
飛鳥井家からも帝の側室（目々典侍）・東宮の側室（尭慧の娘）を輩出しているためライバル関係といえるが、主人公は「皇統に関わるつもりは無い」と明言し、さらに財政面での後援者である粟屋家が朽木家臣となっていることから関係は複雑。主人公が帝が望んだ誠仁親王への東宮宣下を支持したことで表面上は友好な関係にあり、また前述の西園寺実益への永尊内親王降嫁は勧修寺家出身の万里小路充房の代に決まったことで、勧修寺家側からも関係を強化しようとする意図が感じられる。

### 幕府
足利義藤
足利将軍家13代当主。父義晴が細川京兆家の細川晴元と長年争い、幼い頃から近江に避難することが多く、朽木にも何度も訪れている。主人公は当初「義輝では？」と戸惑っていたが、幕臣の中に細川藤孝が居たため「藤孝の藤は義藤からの偏諱」と納得し、朽木滞在中に義輝に改名する。
長年将軍家に仕える民部少輔（稙綱）を信頼しており、自身も14歳で父を喪っているので2歳で父を亡くした主人公に同情的で、主人公が三好家の圧力を跳ね付けた時には感涙してる。また永禄元年（1558年）に京に戻ると、元服前にも関わらず主人公を御供衆に任命する。
主人公の富国強兵策への貢献は大きく、まず父所縁の国友村から鉄砲鍛冶を朽木に呼び寄せ、豊後の大友義鎮から献上された火薬の秘伝書「鉄砲薬之方并調合次第」を下賜した。また主人公は「将軍のため」と称して、常陸鹿島に人を遣わして塚原卜伝の弟子を朽木に招聘、さらに各地の刀鍛冶に誘いをかけ朽木に集めている。
京に戻って以降も三好家との確執は続き、主人公が初陣に勝利して高島郡を得て以降は対三好構想に朽木の名を出すことが増え、将軍家の忠臣との評判も相まって周囲は自然と朽木＝親足利・反三好との見方をするようになる。それでも元服までは控えめだったが、元服して北近江を平定すると大ぴらに朽木を含めた連合軍による三好打倒を公言する様になった。主人公による歴史改変の影響を受けつつも基本的には史実通りの人生を歩み、最後も永禄八年（1565年）三好家に御所にて攻め殺される（永禄の変、史実より4カ月ほど早い）。
足利義秋
義輝の同母弟。史実通りに出家して奈良一乗院の門跡（一乗院覚慶）だったが、兄が弑逆された後は松永右衛門佐（久通、久秀の息子）と内藤備前守（宗勝）の保護下に置かれ、永禄九年（1566年）還俗して義秋を名乗る。
史実では幕臣達により幽閉から救出されたが、作中ではそのまま大和で義継派により将軍候補に擁立された。その後は主人公に執拗に味方になる様に要請し、周囲には”朽木は味方”と吹聴する。永禄十三年（1570年）に義昭と名を改め、永禄十四年（1571年）従五位下左馬頭（次期将軍の官職）となる。結局主人公は義昭の号令による上洛戦に参加する事となり、三好との第二次山科合戦を戦うことになった。
永禄十四年（1571年）の上洛後は周囲を自派で固めて将軍義助の処遇を巡って主人公と対立、三好実休派の逆襲を跳ね除けて以降は政所執事に復帰した伊勢伊勢守を通じて幕府の実権を主人公に奪われ、対立が深まっていく。永禄十六年（1573年）に将軍宣下を受けて第十五代将軍となるが、それ以前から朽木打倒の密書を各地に送り、元亀四年（1576年）ついに挙兵する。挙兵は三好義継を味方に出来ずに失敗、その後は毛利家、島津家と渡り歩き、禎兆元年（1581年）主人公が提案した和睦交渉の最中に顕如によって殺害される。翌年に子の義尋が上京するが謁見の場で主人公に襲い掛かり、一命は許されるが出家となって嫡流は途絶える。
足利義栄
足利義助
足利五郎（義任）
四国に居を構える平島公方家足利義維の子。義輝・義昭兄弟の父義晴と義維は兄弟なので従兄弟に当たる。
義栄は最初”義親”と名乗っており、将軍義輝を弑逆した三好実休派に擁立され将軍候補となり、永禄九年（1566年）に摂津に迎い入れられ、従五位下左馬頭（次期将軍の官職）に補任され、義栄と改名した。畿内の戦乱（実休派と義継派の戦いや朽木との第一次山科合戦など）により京には入れず、永禄十年（1567年）に堺で発病して翌年に病没する。
その跡を受けて弟の義助が擁立されて、畿内を三好実休派が制すると（伊勢攻略中の）主人公も承諾して永禄十三年（1570年）暮れに将軍宣下を受け第十四代将軍となり、翌年に従四位下参議兼左近衛中将に昇進する。しかし同年には朽木による上洛戦が始まり、三好実休派と共に四国（平島）へと退去する。畿内への逆襲に失敗した後は日向守長逸を介して朽木と和睦、永禄十五年（1572年）暮れに将軍位を返上する。主人公は返礼として官位昇進を図り、元亀四年（1576年）従三位権中納言に、禎兆二年（1582年）には権大納言に進む。禎兆三年（1583年）、阿波三好家の内紛を止めようとして三好阿波守（長治）により勝端城にて殺害され、死後に准大臣が追贈された。
義助の死の前年、主人公は将来に危惧を感じた義助の依頼で弟の五郎義任を預かり、美濃大垣五千石で分家を興す。朽木による四国制圧後に義任の後見で義助の子が元服（義種）して平島公方家を継承、主人公は「平島公方家は程々の名門として扱っていこう」と考えている。
三好修理大夫（長慶）
三好家当主。名実ともに当時の天下人。戒名は聚光院（死後の呼び名）。
三好家は曾祖父（三好之長）の代から管領細川家の内紛に乗じて四国から畿内に進出して、凄惨な覇権争いを生き抜いてきた。そのため歴代当主は皆悲惨な最後を遂げているが、その度に逆境を跳ね返して、作中初期から畿内に絶大な勢力を誇る。ただ周囲には幕府の名門大名（細川家や畠山家、六角家など）が残っており、将軍家とも度々衝突を繰り返し、決して安定しているとは言えない状況でもあった。
主人公と直接の面識はないが、一族の三好長逸を使って朽木家取り込みを画策している。主人公は長慶を高く評価しており、長慶の生前に直接三好家と敵対する事はなかった。史実と同じく世嗣・義興を喪った後十河重存を養子としたが、史実とは異なり次弟三好実休が生存していたこともあって三弟安宅冬康を危険視して謀殺する事はなかった。
三好孫四郎（長逸）
三好一族の長老。畿内進出以後、歴代当主を始め戦死が相次いだ一族にあって年長者として当主長慶を支えた。後の日向守。
長慶の命で主人公取り込みを図って対面した事で、以後の家中では「朽木贔屓」と言われるほど主人公を高く評価している。長慶死後に分裂した三好家で実休派に加わり、将軍義輝の弑逆に加担する。
朽木の上洛戦に敗れて四国に戻り、朽木と実休派の和睦を仲介した。関係を改善して以降の実休派は朽木の毛利攻めに連動して毛利勢力圏の伊予を奪い取り、長逸も伊予の宇和郡で十万石を領した。しかし大領を得た事で阿波守長治の嫉妬を買い、自身の死期を悟って二人の孫（孫七郎長道、孫八郎長雅）を朽木家に託した。
禎兆二年（1582年）、居城の丸串城にて病没。跡を継いだ久介は翌年に阿波守長治に攻められ戦死する。禎兆四年（1584年）の朽木による四国攻めの後、孫七郎と孫八郎に阿波三好郡と伊予でそれぞれ三万石が与えられて生家を再興、禎兆六年（1586年）の二回目の九州攻め（竜造寺征伐）に軍を率いて参陣した。
伊勢伊勢守（貞孝）
伊勢兵庫頭（貞良）
伊勢与十郎（貞知）
伊勢因幡守（貞常）
伊勢上総介（貞良）
室町幕府の草創期以来、代々政所執事を世襲してきた一族。
当主の伊勢守（貞孝）は義輝の父義晴の代から政所執事を務めており、兵庫頭（貞良）は嫡男。義輝が三好に追われて朽木に避難中も京に留まって、三好家と協力して幕府を運営した。そのことから三好派と見做されて義輝とは不仲となるが、作中では幕府の威信を守るために幕政を途切れさせずに運営した結果としている。
主人公の上洛と共に義昭が上京すると罷免されるが、朽木家に一族から与十郎貞知、因幡守貞常、上総介貞良の三人を送り、朽木家との継続的な関係を構築する。朽木家としても幕府の内情や仕来り、さらに朝廷との折衝役として重宝しており、伊勢守（貞孝）が政所執事に復帰した後も三人は朽木家に残った。また伊勢家は礼法の家でもあり、その点でも朽木家中で重宝され、上杉家への竹姫輿入りを始め朽木家の婚姻を任される。
元亀四年（1576年）の義昭挙兵で伊勢守（貞孝）が殺され、跡を継いだ兵庫頭（貞良）は朽木家家臣となる。
三淵弾正左衛門尉（藤英）
細川兵部大輔（藤孝）
一色式部少輔（藤長）
将軍義輝と共に朽木に避難した幕臣で、義藤の時に偏諱を受けたので「藤」が名前についてる幕臣。義輝が殺害されると大和に居た義秋に仕え、主人公の上洛によって京に戻る。
三淵藤英と細川藤孝は異母兄弟。永禄十五年（1572年）の実休派の襲撃では御所の東を兄弟で防衛した。藤英は義輝死後（この時期に大和守に変わる）に幕府の権威を再興するため朽木の弱体化を主張、ついに主人公暗殺を企てた事から謹慎（幽閉）となった。義昭の挙兵で解放されて以降は最後まで義昭に仕え、後に義昭の子左馬頭義尋に付き添って上京するが謁見時の騒動により切腹となった。
藤孝は朽木との協調を重視した穏健派だったが、元亀四年（1576年）義昭の挙兵時に裏切り者として殺害される。息子与一郎（綱興）は朽木家臣となり、主人公の世嗣・堅綱に仕えた。ちなみに、殺害された時は三条西大納言から古今集の伝授を受けている最中で、代わりの人選が問題となっている。
藤長は同族の一色宮内少輔（昭辰、丹後守護で侍所頭人の一色左京大夫の弟）との確執から永禄十五年（1572年）以降は主人公に内通し、それが発覚して元亀四年（1576年）に使者として赴いた毛利家で殺される。主人公によって弟の一色紀伊守（秀勝、以心崇伝の父）が朽木家臣として取り立てられ存続した。
なお、三淵弾正左衛門尉には史実で朽木稙綱（主人公の祖父）の養子となった息子朽木昭貞・昭知、昭長がいたが、作中には登場しない。
大舘左衛門佐（晴光）
大舘兵部（藤安）
大舘十郎（輝光）
大舘家は室町幕府初期から代々幕臣を務める名門で、作中にも幕臣として複数名が登場する。
最初に登場した左衛門佐は主人公の婚儀に細川兵部大輔と共に将軍名代として出席した、将軍義輝の父義晴から偏諱を受けた古参の幕臣。姉妹の一人が足利義晴の側室で自身も偏諱を受けており、幕府内で重きを成している。
兵部（藤安）は左衛門佐の一族（史実では弟）で、義輝によって六角家に派遣された。後に将軍家の使者を僭称して主人公に無茶な要求を突きつけて義輝から厳しい叱責を受ける。義輝亡きあと義昭派となるが、永禄十年（1567年）の最初の上洛戦で六角輝頼と共に義栄派（三好実休派）に寝返る。
十郎（輝光）は左衛門佐の嫡男で、義昭の子・左馬頭義尋に付き添って主人公に謁見した足利家重臣として登場、謁見時の騒動により切腹となった。
和田弾正忠（惟政）
甲賀の国人出身の幕臣。最初は義輝に仕え、永禄十四年（1571年）義昭によって摂津守護に任命されるが、地盤の無い地で約半年後の三好実休派の襲撃に抗せず戦死する。この戦死は主人公の指示で八門衆が仕掛けたもので、主人公が唯一明確に暗殺を指示した事例となった。
元亀二年（1574年）に三淵藤英らが計画した主人公暗殺を請け負ったのが和田弾正忠の息子とされ、主人公は幕臣による暗殺計画の恐れを事前に松永弾正に知らせており、松永家に属していた三雲配下の甲賀者が探知して未然に防ぐ。
摂津中務大輔（晴門）
代々幕臣を務める名門で、将軍義輝の父義晴から偏諱を受けた古参の幕臣。
永禄十四年（1571年）長年政所執事を務めていた伊勢伊勢守が罷免され、代わりに政所執事に就任した。この人事は伊勢守（貞孝）が三好に擁立された将軍義助に協力した事と義昭が将軍親政を志向した事が原因。しかし、義昭の意思を反映した施策は従来の施策との不一致から混乱を招き、朝廷を始め周囲の信頼を失うことになる。
永禄十五年（1572年）三好実休派の逆襲を退けた後に、主人公の強い要望により伊勢守（貞孝）が政所執事に復職するに伴って罷免される。元亀四年（1576年）を最後に作中に登場しないため、その後に引退または死去したと思われる。
槙島玄蕃頭（昭光）
上野中務少輔（清信）
三淵藤英と同じく反朽木強硬派の幕臣で、薩摩で殺害された将軍義昭に最後まで仕えた。義昭の子左馬頭義尋に付き添って主人公に謁見、謁見の場での騒動により切腹となった。
槙島玄蕃頭は山城国久世郡の槇島城主で、この槇島城は宇治川の中州にある堅固な城。義昭の挙兵時に接収され、主人公が京都に滞在する際に宿泊所として使っている。上野中務少輔は、永禄十五年（1572年）の実休派の襲撃で御所の南を防衛した武将。

### 同盟者
六角左京大夫（義賢）
近江守護六角家の当主。名君と称された幕府管領代六角定頼の後継者。
将軍を庇護して評価を上げつつあった主人公を従属させるため、高島越中守を使嗾して謀略を仕掛けた。謀略が失敗すると懐柔策に転換、配下の鯰江備前守を使って野良打の戦いに参陣させ、養女を正室として送り込み、さらに朽木領と浅井領の間にあった六角領を恩賞として与えて対浅井戦に誘導するなど、辣腕を振るって主人公の取込に成功する。主人公も意図を察しながら対浅井戦や対朝倉対策で六角家を必要としており、左京大夫の生前は年賀の挨拶に自ら観音寺城に出向くなど同盟関係を重視した。
しかし永禄五年（1562年）の美濃侵攻に起因する内紛が勃発。事態を収めようと引退して承禎と号するが、翌年に後継者右衛門督（義治）に殺された。
主人公による歴史改変の影響を強く受けた一人で、離反した浅井家排除に成功して地盤の近江を安定させ、畠山高国からの誘いを断って畿内の争いから距離を置き、六角家の権勢を史実より保てた反面、美濃侵攻による内紛は後継争いに転化して史実の観音寺騒動より激化。史実と違い後藤賢豊と次男である六角義定諸共右衛門督によって殺害されてしまい、その結果43歳で生涯を終える。
長尾弾正少弼（景虎） / 関東管領上杉輝虎
越後守護代長尾家の当主。
天文21年（1552年）に従五位下弾正少弼叙任のお礼言上のため上洛、帰路に朽木に寄って将軍義藤に謁見した際に主人公を「中々の軍略家」と紹介される。永禄2年（1559年）に二度目の上洛の際にも朽木に寄り、主人公から対武田の助言を受ける。
永禄四年（1561年）上杉家の名跡を継いで関東管領上杉政虎となり、九月に信濃の川中島で武田晴信に大勝する。その後は信濃の武田領を次々に奪い返し、また関東においても上野を領国化して北条に対する優勢を確立する。
主人公が敦賀を取った永禄六年（1563年）以降は交易面でも繋がりを持つようになり、永禄十一年（1568年）に越中・飛騨・能登を共同で平定し、越中・飛騨を勢力圏に加えた。その結果、北陸から隣接する信濃・上野・飛騨の五か国国（約百八十万石）を領し、関東管領としての関東全域で威勢を確立する。
元亀三年（1575年）中風で倒れるが、史実より早かった影響か一命は取り留める。ただ半身に麻痺が残ったため後継者に甥の喜平次を指名して謙信と号し、天正四年（1580年）に家督を譲る。同年十一月に喜平次が関東で越冬する隙を突いて会津の蘆名勢（大将は金上右衛門大夫）が越後に侵攻した時には自ら出陣して撃退した。
主人公との直接的な接触は少ないが対武田戦での助言（歴史改変）の影響は関東甲信越・東海などに広く波及し、上杉家・武田家を始め北条家や織田家など各地の有力大名に多大な影響を与えた。
上杉弾正少弼（景勝）
上杉輝虎の甥（姉の子）で、元亀三年（1575年）に倒れた輝虎の養子（後継者）となった。通称は喜平次。
史実と異なり後継者争いこそ無かったものの生家（上田長尾家）の悪評は史実通りで、まずは陣代となって軍権を継承、元亀四年（1576年）に義父輝虎がかつて受領した「従五位下、弾正少弼」に補任されると共に主人公の長女・竹姫が輿入れする。その後は天正二年（1578年）に関東管領職を継承、天正四年（1580年）に上杉家の家督継承を果たした。
また天正二年（1578年）に織田家の世嗣・勘九郎（信忠）に妹（華）が嫁ぎ、翌年には主人公の世嗣・堅綱にも妹（奈津）が嫁ぎ、隣接する三家の婚姻関係では要となった。関東では北条家を小田原城（相模西部）に押し込め、徳川家から甲斐・諏訪を奪い六か国（二百万石）の大勢力となった。
主人公は史実の関ケ原で敗れた後も上杉家が存続した事を高く評価、婚姻相手として「悪くない」と思っている。 妻となった竹姫との間に2人の男児にも恵まれており、上杉景虎との家督争いが無いことも合わさって盤石な基盤を確立しつつある。
椎名右衛門大夫（康胤）
越中の有力国人。朽木とは直接的な繋がりは無いが、共に上杉家の同盟者という関係で北陸平定戦で陣を並べた。
東部の新川郡を領し、神保右衛門尉（長職）（中西部の射水郡・婦負郡）、一向一揆勢（南西部の礪波郡）と長年対峙していた。
単独では神保・一向一揆連合に抗せず、徐々に支配地を浸食されていたが史実より信濃や関東に注力していた上杉家の支援は少なく、永禄十一年（1568年）に朽木・上杉による北陸平定戦が始まるまで我慢を強いられていた。
平定後は新川郡全域（約十五万石）を取り戻した。
織田上総介（信長）
永禄五年（1562年）十一月、美濃攻めのため美濃に隣接する六角家に同盟（妹・お市の方と六角家の世嗣・義治の縁組）を打診するが、六角家の内情が不安定化したため立ち消えとなる。後に坂田郡を併合して美濃と接した朽木家と同盟の約を結ぶ。
信長は永禄三年（1560年）の桶狭間の戦い以後、史実と同じく永禄五年（1562年）に三河の松平元康と同盟して美濃攻略を目指したが、史実より美濃攻めに苦戦する。
永禄十一年（1568年）に稲葉山城を落とした時点で三河の一向一揆は未だに終息しておらず、今川家も体勢を立て直して東三河に再浸透していた状況から機内進出を断念し、勢力拡大先は東海道筋（三河・遠江・駿河）となった。その後は徳川と共に元亀四年（1576年）に今川治部大輔（氏真）を相模に追い払い、元亀五年（1577年）に甲斐武田家を滅ぼす。天正二年（1578年）に伊豆を攻め取り、徳川家を含めた勢力圏は七か国（二百万石超）にまで拡大した。
その後は駿府へと拠点を移して本格的な関東攻略へと乗り出し、翌年には相模に侵攻して小田原城を包囲する。しかし史実と違いあまり各地を駆け回ることが無かったせいか不摂生によって肥満体系となっている上に生活習慣病を発症しており、包囲の最中の八月に卒中の発作を起こして意識不明となり、北条方の奇襲による敗走中に再度の発作を起こして死亡。世嗣・勘九郎信忠も戦死する。
主人公は信長に会いたがっていたが作中で対面した場面はなく、同盟関係も”緩い”ものであった。主人公の歴史改変の影響を強く受けた一人で、甲相駿三国同盟を敵とする上杉家とも友好な関係を築き、事実上の三家同盟を形成した。
徳川甲斐守（家康）
朽木と直接的な繋がりは無いが、共に織田家の同盟者という関係で信長の生前は友好関係にあった。
三河一向一揆の勃発までは史実通り。しかし、一揆の早期鎮圧に失敗して泥沼の戦いの末に内紛が起き、正室・（築山殿）と世嗣・（信康）を粛清して織田家から嫁（お市の方）を取るなど従属関係に変わった。
織田家と共同で永禄十三年（1570年）に三河一向一揆を遂に殲滅、その後は今川家を相模に追いやり甲斐武田家を滅ぼし、元亀五年（1577年）に信長の意向を受けて西三河から甲斐に国替えとなる。
天正三年（1579年）小田原攻めでの信長の死については関与が疑われ、主人公の強い警戒を招く。天正三年（1579年）北条家を滅ぼして相模を奪い、小田原城を居城として翌年には「従五位下、甲斐守」に補任される。だが、織田家を滅ぼした朽木家との同盟は成らず、朽木の家督を継いだ堅綱により禎兆元年（1581年）甲斐・諏訪を奪われる。
その後も何度か恭順や降伏の意向を示すが、小田原での行動や史実で豊臣家を滅ぼし徳川幕府を成立させるまでの動きを知っている主人公の強い不信感から最後まで実らず、禎兆三年（1583年）暮れに小田原城を明け渡して切腹する事で嫡男・小太郎が朽木家臣として存続を許される。
主人公の歴史改変の影響を最も強く受けたといっても良く、それも悪い方向に作用して飛躍することなく切腹に至った。
一条兼定
土佐西部を治める土佐一条家の当主。摂家一条家の分家で、従三位左近衛少将（三位少将）の地位にある。主人公が会談した時の印象は「精悍さと覇気が全身から溢れている」で、公家ではなく「如何見ても武家」というもの。
伊勢長島の攻略準備中の永禄十四年（1571年）三月に、主人公の外祖父・飛鳥井准大臣（雅綱）と従妹が嫁いだ一条権大納言（内基）の紹介状を持って朽木家に支援を求める使者が訪れる。その見返りとして「朽木家が琉球で取引出来る様に取り計らう」と提案して、受諾した主人公は伊勢を掌握後に琉球貿易を始める。
土佐一条家は父親の代から伊予南部に進出し、兼定の最初の妻に伊予の宇都宮豊綱の娘を迎えて、河野通宣や西園寺公広、その後ろ盾の毛利家と争っていた。この時期の妻は大友宗麟の娘だが、大友家は北九州で争う毛利家に対抗するため一条家の伊予進出を後押ししていた。
主人公は前世知識から一条家の主敵は長宗我部元親と定めていたが兼定は伊予進出を諦めておらず、永禄十四年（1571年）の上洛戦に参加した土佐一条家の重臣土居宗珊に主人公は、兼定の引退（嫡男の擁立）を告げている。だが永禄十五年（1572年）七月に土佐に攻め入った西園寺公広の撃退に成功、この勝利で兼定引退は見送られる事になる。
元亀二年（1574年）に伊勢で主人公と一条内基と会談、元亀四年（1576年）に長宗我部家と戦となり双方に多大な犠牲者を出し、天正二年（1578年）に一条家と長宗我部家の和睦が結ばれる。和睦がなると兼定は大友家に味方するため大友家による日向侵攻に加わる。大友軍は耳川の戦いで史実通りに大敗を喫するが、兼定は宗麟と共に後方にいたため無傷で帰還する。
その後はキリスト教に改宗して領内の寺社仏閣を廃却しようとして家臣団と対立、天正四年（1580年）一月に一条家と所縁のある寺を破壊、土居宗珊が諌死する事態を引き起こす。この騒動によって同年四月に朽木の四国出兵が実行され、兼定から世嗣・内政への当主継承が行われ、引退した兼定は後に大友家の元に向かった。（長宗我部家は出兵準備を察知した三月に降伏）
跡を継いだ内政は従五位下・右京大夫の地位にあり、禎兆四年（1584年）の二回目の四国出兵では伊予に出陣して安芸からの明智軍と連携して活躍する。
土佐一条家の立場は正確には武家ではなく公家（帝の直臣）と見ることも出来、土佐の統治体制も在地の国人衆に推戴された貴種（中村御所）という形態に近いとされる。そのため主人公に従ってはいるものの、朽木家の家臣には含まれないと思われる。
十河孫六郎（重存）/ 三好左京大夫（義継）
三好長慶の甥で後継者。実父は長慶の実弟で讃岐の十河家を継いだ十河一存。
永禄五年（1562年）長慶の後継者だった義興が早世すると、前年に急死した父の後を継いでいた孫六郎（重存）が本家の跡取りとなり、十河家には実休の次男孫六郎存康が送られる（史実通り）。この措置に主人公は「本来なら逆」と言っており、次弟実休の子を本家の跡取りにするのが順当とし、父が死んでいるのも後ろ盾がないとした。
永禄七年（1564年）長慶死後に三好本家を継ぐが将軍義輝弑逆の件で家中に分断が生じ、永禄九年（1566年）に伯父の実休派と決裂する。優勢な実休派に押されて大和に押し込められるも、主人公の上洛する永禄十四年（1571年）まで松永兄弟の尽力と紀伊の畠山高国との連携で耐え抜いた。
将軍義昭の下では河内の守護となり、自派の松永（大和）内藤（和泉）と併せて畿内三か国（八十万石）の有力勢力に復活する。また主人公との関係は良好で、事実上の同盟関係が築かれた。
元亀四年（1576年）、義兄でもある将軍義昭（妻の実兄）の挙兵参加を断った混乱の中で重傷を負い、数日後に死亡。当時三歳の実子千熊丸（後の孫六郎長継）が跡を継ぎ、主人公の三女・百合姫が嫁ぐことで朽木との関係は強化（親族化）された。
松永弾正（久秀）
内藤備前守（宗勝）
三好家の重臣で兄弟。久秀は三好長慶の右筆から抜擢された武将で、兄弟ともに三好配下の武将として名を馳せる。主人公は久秀を弾正忠の唐名から「霜台」と呼んでいる。
宗勝は丹波を制して一時は若狭に進出するなど活躍し、久秀は六角家が衰退すると北大和を浸食して、南都の寺社勢力を始め在地勢力を制して大和掌握に成功する。また長慶死後に丹波の反三好勢力に敗れて宗勝は丹波から退去するが、史実のような戦死は免れている。
三好家分裂では長慶が指名した後継者（義継）に従い、足利義昭を奉じて実休派と対峙する。戦局は劣勢となり、地盤の和泉を追われた義継は大和に逃げ込み、松永兄弟は永禄十四年（1571年）の主人公上洛まで持ちこたえた。担いだ義昭が朽木を味方として周囲に吹聴した事から、自然に朽木と友好関係を築く。
将軍に就任した義昭の下で久秀が大和守護、宗勝が和泉守護となり、河内守護となった義継傘下で畿内の有力勢力を構成した。義継が夭折すると幼い後継者の後見役として仕え、禎兆二年（1582年）それぞれの息子松永右衛門佐（久通）・内藤飛騨守（忠俊）に家督を譲って養育に専念する。主君が元服すると兄弟交代で主人公の相談役となり、天下人となった朽木家と主家の関係を強固にしていく。
三村修理進（元親）
父親の代から毛利家と協力関係にある備中の戦国大名で、元亀二年（1574年）に播磨の親朽木派小寺官兵衛を介して朽木家に通じた。
主人公が接触するまではほぼ史実通りで、毛利家を後ろ盾として父の家親を暗殺した備前の宇喜多直家と対立関係にある。史実では天正二年（1574年）（作中の元亀二年）に直家が毛利家と同盟を結び、それに反発して離反した事で毛利家により滅ぼされた。作中でも同年に直家が毛利家と同盟を結び、当時本願寺攻めを計画していた主人公は離反を予期して官兵衛を介して接触した。
主人公の前世知識（信長・秀吉視点）では三村家は登場していないので、それ以前に滅んだことを想定して内通を打診して元親は応じた。この件は朽木家中でも極秘とされ、仲介した官兵衛も主君の小寺家に秘匿している。しかし元亀四年（1576年）の朽木により播磨侵攻（一向宗の拠点英賀攻め）の際に、毛利家の要請で英賀（播磨）への援軍として出兵して途中の備前で直家の騙し討ちに会い殺される（名目は「三村は朽木と内通した」）。
毛利家としては英賀救援は建前で、直家の寝返りを牽制する目的で三村の備前入りを要請した。この結果に毛利家は対朽木で宇喜多との同盟が優先として暗殺を容認、三村家残党を掃討して備中を制圧した。実は主人公が宇喜多と三村の衝突を目論んで、事前に「三村が朽木に通じている」との情報を宇喜多に流していた。この件で毛利家は備中を手に入れ、同盟者（内通者）を失った主人公は「三村は毛利、宇喜多に嵌められた」との謀略戦を展開、毛利家の勢力基盤を弱めていった。
ちなみに三村家内でも朽木との密通は秘匿されていたため朽木家に逃れて保護を求めた一族の者は無く、三村家は史実通りに滅亡する。

### 旧浅井家臣
井口越前守（経親）
雨森弥兵衛（清貞）
安養寺三郎左衛門尉（経世）
永禄五年（1562年）、最初の評定衆として旧浅井家家臣（外様）から任命された三人。
井口越前守は野良田の戦いで戦死した浅井新九郎（賢政）の伯父（母の兄）で、湖北四家に数えられた伊香郡・浅井郡北部に影響力を持つ有力国人。
戦国大名（中央集権化）に脱皮しようとした浅井下野守（久政）により勢力を削られて不満が溜まっており、血の繋がる新九郎が戦死した事で浅井家に見切りをつけて朽木に内応した。浅井軍が木之本で朽木と対峙している隙に、小谷城を乗っ取る殊勲を挙げる。
朽木家が加賀を制圧すると、加賀の尾山御坊城代に配され旗頭となる。越中攻めの時に、主人公から情報収集力の高さを評価されている。禎兆八年（1588年）の佐渡攻めでは大将を務めている。また、禎兆二年（1582年）に那古屋城に送られた人員の中に弟の新左近経貞の名がある。
雨森弥兵衛も湖北四家に数えられた伊香郡の有力国人で、安養寺三郎左衛門尉は浅井郡の有力国人。共に小谷落城後に朽木に臣従したと思われる。
石田藤左衛門（正継）
旧浅井家臣で石田三成の父。坂田郡の国人であるため浅井滅亡後は一時六角に属し、永禄六年（1563年）から朽木家に仕えたと思われる。
当初は敦賀の専売所に配され、永禄十四年（1571年）に兵糧方となる。元亀三年（1575年）に子（「兄の方」）が藤堂与右衛門（高虎）と一緒に石山城代の兵糧方山内伊右衛門の元に送られ、主人公は「三成は俺が使おう」と佐吉（史実の石田三成）を近習に取り立てた。同年中に藤左衛門は主人公の次男松千代（元服後の次郎右衛門佐綱）の傅役に転じた。
禎兆二年（1582年）に佐吉は兵糧方となり、禎兆七年（1587年）の九州平定後は博多と長崎の代官に抜擢される。

### 旧六角家臣
高野瀬備前守（秀隆）
愛知郡肥田城主。浅井家に寝返って永禄三年（1560年）の野良田の戦いを引き起こしたが敗戦で降伏、一命は赦されて追放された。
同年暮れに朽木家に仕官、敦賀攻略後に防衛線（鉢伏山、木の芽峠）に田沢又兵衛と共に送られる。越前平定後は越前に配され、永禄十年（1567年）に3万石の所領を与えられる。越前の旗頭だった五郎衛門の引退で旗頭となる。
外様の中では比較的早い対浅井戦の途中（主人公の元服前）で仕官した古参。
蒲生下野守（定秀）
六角家の重臣で六人衆の一人。蒲生郡の有力国人で、支配地日野は塗り物の産地としられ、その点で朽木とはライバル関係にある。
家中では三雲対馬守と共に義治に近い反朽木派と見做され、観音寺城に居られなくなった義治が日野城に逃げ込んでいる。そのため輝頼が家督を継ぐと排斥されて隠居する。
六角家が滅んだ後に主人公から呼び出されて相談役に就任、長く傍に侍る様になった。名門で大領を支配した六角家重臣として周辺国の状況や有力大名家の来歴に通しており、主人公から”頼もしいぞ”を思われることも。主人公の前世知識では「蒲生氏郷の祖父」だが、「海千山千」の油断できない老獪な人物と認識している。
三雲対馬守（定持）
六角家の重臣で六人衆の一人。甲賀郡の有力国人で、六角家の情報担当というべき存在。
家中では蒲生下野守と共に義治に近い反朽木派と見做され、輝頼の代には冷遇された。六角家が滅んだ後も朽木に靡かず、大和の松永弾正の傘下となるが、これは朽木の忍び（八門衆）の存在が大きく、他の忍び衆の下に付くことを嫌ったため。松永家と朽木の関係はこの時期には改善されており、その後も敵対する関係にはない。
建部与八郎（寿徳）
旧六角家臣で自ら”土木工事が大好き”と申告して、永禄十四年（1571年）に兵糧方に任命された。

### 旧甲斐武田家
真田弾正忠（幸隆）
芦田四郎左衛門（信守）
室賀甚七郎（満正）
甲斐武田家に仕えていた信濃の国人衆。武田が甲斐・諏訪に逼塞させられたことで旧領奪回を諦め、永禄七年（1564年）に致仕して朽木を頼った。
真田氏は小県郡、芦田氏は佐久郡、室賀氏は埴科郡をルーツとする東信地方の国人で、主人公は真田はもちろん芦田の事も前世知識で知っており、それぞれ大吉・中吉に例えた。
真田は領有したばかりの敦賀（金ヶ崎城、兵千五百）に配され、芦田・室賀は防衛線の木の芽峠に送られてそれぞれ砦を一つ（兵五百、鉄砲五十丁）預けられた。この異例とも云える厚遇は甲斐にも伝わり、残っていた信濃衆（相木市兵衛頼房、小泉宗三郎重成など）が続くことになった。
弾正忠（幸隆）は永禄九年（1566年）の越前攻めから二代目副将（禄は二万石）となり、永禄十四年（1571年）の引退後は伊勢多気郡で四万石の所領を得て、元亀三年（1575年）に死去。芦田と室賀は越前に配され、永禄十年（1567年）にそれぞれ3万石の所領を与えられる。
弾正忠（幸隆）は仕官時に「剃髪して一徳斎と号している」と名乗っているが、作中には号で呼ばれる場面はない。また真田家の場合、次男徳次郎と三男源五郎も別家を許されて独立しているが、史実では旗本真田家を興した四男源次郎は登場しない。
真田源五郎（昌幸）
芦田源十郎（信蕃）
永禄十四年（1571年）に任命された軍略方。竹中半兵衛と明智十兵衛が抜けた事の対応。
真田源五郎は副将になった真田弾正忠の三男、芦田源十郎は芦田四郎左衛門の嫡男で、共に信濃に源流を持つ家柄。実際の功績などもあるが、同時に軍略方になった長左兵衛、長九郎左衛門と並び基本的には主人公の前世知識が抜擢の基になる人事と言える。
毛利が下った天正二年（1578年）に安芸で芦田源十郎が三万石を、真田源五郎も禎兆七年（1587年）九州平定後に肥前高来郡で三万石を与えられる（真田は分家を興し、芦田は越前の父の所領三万石を弟が継ぐ）。
浅利彦次郎（昌種）
甘利郷左衛門（信康）
小山田左兵衛尉（信茂）
甲斐武田滅亡後の元亀五年（1577年）に採用した武田家の遺臣。小山田に関しては少し懸念したようだが、「こっちが不利にならなければ大丈夫だ」と結論付けている。
天正二年（1578年）の高松城の水攻めに参加、毛利攻めが終わると九月に浅利彦次郎、甘利郷左衛門は堅綱の下に配され、小山田左兵衛尉は評定衆となる。
堅綱は天正四年（1580年）の美濃攻めから主人公と別に軍を率いる様になり、特に家督を継ぎ織田の遺臣が多く配されてからは、浅利、甘利の両名が古参として支えていく事になる。
小山田左兵衛尉は武田家と縁戚であるため、天正三年（1579年）に武田家出身の松姫、菊姫の婚儀では親代わりとして差配している。また禎兆二年（1582年）に甲斐の徳川勢が岩殿城に籠った際には、元城主として小山田左兵衛尉に対応策を求めている。
三名以外にも武田家の遺臣は採用されており、禎兆二年（1582年）に軍略方となった御宿監物もその一人。
松姫
菊姫
武田大膳大夫（晴信）の娘で、元亀五年（1577年）に甲斐武田家が織田・徳川連合軍により滅亡した時に朽木に庇護を求めてきた。
当初は同盟関係にある相模の北条家を頼ったが、北条左京大夫に嫁いだ姉・梅姫から「北条はもう頼りにならぬ」「朽木を頼る様に」と諭され、元・武田家臣の真田家を頼って伊勢に落ち延びる。また梅姫が朽木を頼る様に助言した際に「いずれは北条家からも…」「朽木家への道を開いて欲しい」と述べ、実際に天正三年（1579年）滅亡した北条家と今川家から遺族が庇護を求めてきたが、梅姫自身は小田原城で自害して首は徳川によって晒される。
二人にはそれぞれ千五百石が支給され、亡き真田弾正忠の未亡人・恭が世話係（化粧料五百石）として朽木家の奥向きに入る。主人公の母（綾ママ）は主人公の側室にと望んでいたが、松姫は親族鯰江家の藤五郎（定興）、菊姫は元・政所執事伊勢家の与三郎（貞興）に嫁ぎ、共に武田姓を名乗った。
穴山彦八郎（信邦）
禎兆二年（1582年）に当時徳川領だった甲斐を朽木・上杉連合軍が攻略した際に、朽木家に仕官した旧武田家の家臣。
史実で穴山梅雪入道として知られる穴山陸奥守は織田家の甲斐侵攻時に死亡、弟の彦八郎を始め一族の生き残りは甲斐国内の山に隠れ住んだ。
織田信長の死後は徳川家への仕官も考えたが、小田原落城時の北条・今川家への残虐なやり方を見て止める。禎兆二年（1582年）堅綱の甲斐侵攻で朽木軍に味方して、戦後は上杉領となった甲斐を離れて朽木家に仕官した（武田家臣にとって最大の宿敵は朽木家より上杉家）。
富田郷左衛門
元・武田家に仕えていた甲州透破（三ツ者）の統領。史実では信濃衆の出浦盛清と伝わる。
武田家滅亡後に徳川家に仕え、天正三年（1579年）十二月に小田原城で家康と話している場面がある。以後は関東で活動、天正四年（1580年）十一月に会津の蘆名勢が越後に攻め入った際には徳川・蘆名間の連絡を担ったと思われる。また作中では言及されていないが、禎兆二年（1582年）十月の岩殿城からの撤収でも裏方として活躍したと思われる。
徳川が甲斐を喪った事で、風魔の誘いを受けて禎兆三年（1583年）七月に朽木に寝返る。調略を命じたのは堅綱で、以後は作中に登場しないが風魔と共に堅綱直属となっていると思われる。

### 伊勢・志摩
梅戸左衛門大夫（実秀）
千種三郎左衛門尉（忠基）
北伊勢の主要国人。
梅戸左衛門大夫は員弁郡の国人で、父の左衛門尉（高実）が六角高頼の子で、主人公の義父左京大夫（義賢）の従兄弟。六角家の最盛期を作り上げた定頼が北伊勢に勢力を伸長した際に楔とした弟の家系で、北伊勢と近江を結ぶ八風街道を押さえる要地に位置している。
六角の内紛以降は関係も薄れていたが、主人公が六角家を滅ぼした事は快く思っておらず、朽木に臣従するのを躊躇っていた。旧六角家臣の説得により最終的には朽木に恭順、その代わり二万石で分家を立てることが出来た。
千種家は公家・六条家を家祖として南朝の忠臣（三木一草）として知られた千種顕経の系統で、北伊勢と近江を結ぶ千種街道を抑え北勢四十八家の首班と称されることもある三重郡の国人。
この時の当主・三郎左衛門尉は観音寺崩れで殺された後藤但馬守（賢豊）の弟で、朽木の伊勢侵攻では朽木方に与した。
永禄十三年（1570年）に伊勢各地の公界を制圧する際に、桑名に伊勢長島を抑えるために置かれた二万の朽木軍に主将（梅戸）・副将（千種）として配置された。天正三年（1579年）に千種三郎左衛門は主人公の三男・亀千代（三郎右衛門滋綱）の傅役（同輩に黒田休夢斎）に登用される。
長野慶四郎（祐基）
長野家の先代当主藤定の弟。分家の雲林院家を継いでいたが、永禄十二年（1569年）北畠家からの養子（次郎）を送り返して長野家当主となって朽木家に服属する。
案に反して北畠家が存続したため、同年暮れに朽木家に庇護の確証として亡兄の娘（鈴）を預けた。禎兆元年（1581年）の尾張攻めで、梅戸左衛門大夫と並んで長野慶四郎の名が登場する。
北畠右近大夫将監（具房）
伊勢侵攻時の北畠家当主。大柄で肥満体として知られ、力は強いが動きは鈍く、武芸に秀でた父（権中納言（具教））からは嫌われていた。
当主であるが実権は父が握っており、朽木による奇計の前に成す術なく降伏したものの足利義昭の介入で存続した北畠家にあって朽木傘下での家系存続を図ったが、反朽木強硬派の父と対立が深まり一層疎んじられていく。舎弟次郎が朽木家臣に取り立てられた件のお礼言上で主人公と対面、成り行きで「某、怪異な話に興味が有りまする」と告白し、それを民俗学と解釈した主人公は家臣とする事を決める。
その後は各地で収集した怪異話が朽木家の子供たち（主人公の子）に大人気で、後に書籍として朝廷に献上された。また内政家としての一面を持っており、怪異話の収集と一緒に各地の現状を見分、その報告は朽木家の施政に反映され、最終的に禄は一万石にまで加増されている。
北畠次郎（具藤）
伊勢侵攻時の長野家当主で、右近大夫将監の次弟。
長野家は伊勢の有力国人で北畠とは争う事も多かったが、永禄元年（1558年）に両家の和睦の証として養子となる。しかし、四年後に養父（長野藤定）とその父（長野稙藤）が同日に亡くなった事で謀殺の疑いを持たれ、家中の信頼を失っていった。永禄十二年（1569年）、朽木の伊勢侵攻により北畠家が没落、長野家を放逐されて実家に戻された。
北畠家に戻った後は家中で孤立、唯一手を差し伸べた兄右近大夫将監に協力する。その後、主人公から越前鯖江五千石を打診されて朽木家家臣となる。反朽木派が誅殺された後は北畠家を相続。越前に配されて以降、武勇に秀でた面を発揮して徐々に加増を受け、織田攻めで唯一抵抗した津田七兵衛を打ち取り二万二千石となる。
九鬼孫次郎（嘉隆）
志摩の国人、水軍を率いる髭面の大男。九州攻め（島津征伐）以後は宮内少輔。
九鬼家は志摩十三地頭の一つだったが、主人公と面会した永禄十一年（1568年）は志摩から追い出されて伊勢の安濃津に居た。伊勢侵攻前という事もあり、伊勢・志摩の水軍衆の中で朽木の誘いに乗ったのは九鬼のみであった。主人公から南蛮船の図面を渡され、朽木が伊勢・志摩を掌握すると十三地頭の統領として長島一向一揆の海上封鎖を実施、さらに南蛮船による水軍を編成した。
主人公は淡路水軍を傘下に持つ三好家（実休派）との戦いに使おうと考えていたが現実的ではなく、織田家の駿河（今川）攻めの援軍として九鬼水軍が伊豆・相模の北条方水軍を駆逐したのが、最初の大きな戦いとなった。その後も規模を拡張、九州攻め（島津征伐）では薩摩へ別動隊を運び、その後は朽木直轄領となった対馬に拠点を置き、奥州攻めの最中に勃発したイスパニア軍との海戦でイスパニア船を撃破している。
禎兆八年（1588年）嫡男の孫次郎守隆に主人公の養女（周）が嫁ぎ関係を深めている。また周は毛利家重臣の児玉三郎右衛門（元良）の娘で、後に対馬に進出した九鬼にとっても近隣となった毛利家との関係を深めることになる。
稲生勘解由左衛門（兼顕）
細野壱岐守（藤敦）
毛利が下った天正二年（1578年）に安芸に三万石で配された伊勢の国人。
稲生勘解由左衛門は伊勢国奄芸郡稲生城主で、伊勢中部に位置する国人。細野壱岐守も同じく中部安濃郡の長野家分家で安濃城主。共に永禄十二年（1569年）の伊勢攻めで朽木に服属した。主人公は細野壱岐守を信長に抵抗した武将と記憶しており、長野家中で朽木への恭順派だと知って当初は困惑していた。また領内の安濃津城は対北畠・志摩の軍事拠点（同時に交易の拠点）として、朽木家により大規模に改築される。

### 丹波
宇津右近大夫（頼重）
波多野左衛門大夫（秀治）
赤井悪右衛門
川勝大膳亮（継氏）
丹波の有力国人衆。宇津は京に近い南東部で禁裏御料である小野庄、山国庄を横領しており、波多野は中部、川勝が若狭に近い北東部、但馬に接する北西部に赤井が居る。
丹波は山国のため統一した勢力が生まれにくく中小の国人が割拠していたが、一時三好家に制圧されて内藤備前守が入っていたが治まらず、三好長慶死後の永禄七年（1564年）暮れに三好勢は大敗して内藤は丹波を退去した。主人公も敦賀攻略前の永禄五年（1562年）時点で三好の勢力拡大を抑えるため「波多野、赤井、荻野に反三好活動をさせよう」としており、詳細不明ながら接触していた可能性がある。
主人公に禁裏御料奪回の勅命が下った永禄十六年（1573年）時点で宇津は波多野、川勝と同盟を結んでおり、主人公の侵攻を前に赤井と丹後の一色も同盟に加わった。赤井悪右衛門は妻の実家である近衛家を介して朽木に味方すると約したが、波多野とも縁戚関係にあり密かに宇津・波多野側に与していた。主人公も八門衆の情報から赤井を完全には信用しておらず、赤井と紛争中の但馬の山名家に連絡を取っている。
最初の丹波攻めでは京から宇津を攻めた本隊とは別に若狭に兵を集めて川勝と一色を牽制、波多野・赤井も動けなかった。そして南北から挟撃される危険があった川勝は朽木に恭順、一色は若狭から侵攻した朽木軍により滅ぼされる。その後も断続的に攻勢をかける朽木に対して防戦一方の波多野は配下の忍び（村雲党）を使って主人公暗殺を目論んだが八門衆により阻止され、暗殺未遂に対する報復（根切り）を恐れた周囲の離反により自壊、赤井も同じ道を歩んで滅びる。宇津右近大夫は一時行方を眩ませたが播磨の英賀に潜伏しており、元亀四年（1576年）朽木の英賀城攻めで戦死した。
恭順した川勝大膳亮は息子・彦治郎（秀氏）を人質に差し出したが主人公は人質は取らない方針であったため、御倉奉行荒川平九郎の下に配されて後に金貨、銀貨の発行計画に携わる事になった。ちなみに、永禄七年（1564年）六角家を継承した輝頼に随行した幕臣・川勝主水（知氏）は大膳亮（継氏）の弟で、史実では子孫が江戸時代に旗本として存続したが六角滅亡後は登場しない。

### 播磨
小寺官兵衛（孝隆）
栗山善助（利安）
井上九郎右衛門（之房）
母里太兵衛（友信）
元亀二年（1574年）九月に朽木家を訪れた播磨の有力国人小寺家の使者。小寺官兵衛は小寺家の家老で、他の三人は官兵衛の家来。
朽木領摂津に隣接した播磨では朽木への対応を巡って混乱が起きており、小寺家を親朽木で纏めた官兵衛が使者として主人公に会いに来た。五月に丹波を完全制圧した主人公は次に石山本願寺との決戦を考えており、一向宗の拠点英賀のある播磨の動向に気を配っていた時期に当たる。
主人公は黒田官兵衛はもちろん善助、九郎右衛門、太兵衛の事も前世知識で知っており、非常に喜んで謁見した。ただ同じく前世知識から小寺加賀守（政職）や他の小寺家家臣は信用せず、官兵衛を味方した以上には考えていない。またその危惧を官兵衛に伝えた上で、備中の三村修理進元親への手当を依頼した。翌年の朽木による石山本願寺攻めでは小寺家は静観を貫き、結果的に周囲の勢力も動けなくなった。
元亀四年（1576年）の播磨侵攻では主君の小寺加賀守（政職）が毛利方に寝返るが、官兵衛は朽木方として三木城攻略に参陣した。この時官兵衛は御着城に籠城した主君の説得を行おうとして、主人公から強く止められている。結局、三木城は百門以上の大筒による集中攻撃により開城、孤立した小寺加賀守は逃亡する。同年に主人公に勧められて、旧姓の黒田に改めた。
母里太兵衛は最初の謁見時にその場にあった織田焼の壺を見詰めてしまい、気付いた主人公からその壺を贈られる。当初は壺に興味はなかったが、主人公は「壺好き」と認識して喜んだ。翌年には本当に壺好きに転向、この趣味は官兵衛の父にも伝播、播磨攻めの時には珠洲焼と丹波焼を主人公が贈っている。
天正三年（1579年）に叔父・休夢斎が、主人公の三男・亀千代（三郎右衛門滋綱）の傅役（同輩に千種三郎左衛門）に登用され、直臣となった。
別所孫右衛門（重宗）
赤松次郎（則房）
明石与四郎（則実）
冷泉（侍従）為純
播磨で朽木方に付いた国人・公卿。
別所孫右衛門は三木城で朽木に抵抗した別所小三郎（長治）の叔父で後見役だったが、同じ後見役で毛利派の兄・別所山城守（吉親）が優勢となり三木城を退去して朽木に付いた。
赤松次郎は名門赤松家当主で、置塩城主であることから「置塩殿」と呼ばれる。赤松家は代々播磨・備前・美作の守護に任ぜられた守護大名だが、守護代浦上家を始め有力国人の台頭により零落していた。同族の龍野城主赤松政秀は毛利方に付き、英賀で根切りが行われると逃亡する。
明石与四郎は小寺官兵衛の従弟で、その縁で朽木方に付いたと思われる。ただ、同じく縁戚（妻の実家）櫛橋豊後守（伊定）は毛利方に付いた（後に降伏が許されて所領を安堵されている）。
冷泉為純は羽林家の下冷泉家の当主で、官位は正四位下侍従。年貢米を確保するため荘園のある播磨（細川庄）に息子・為勝と共に居を移していた。
別所・赤松・明石はそれぞれ一万石前後の加増を受け、冷泉家は朽木家「歌道指南役」（役料は年五百貫=約千石）となり従三位参議（宰相）へと昇進する。また天正五年（1581年）、息子の（正五位下）左近衛少将為勝に朽木家で保護していた北条氏康の娘・菊姫が嫁いだ（化粧料千石）。

### 毛利
毛利右馬頭殿（輝元）
吉川駿河守（元春）
小早川左衛門佐（隆景）
安国寺恵瓊
主人公と対峙した毛利家の主要人物。人物像は史実に準拠。
毛利家の動向は、元亀二年（1574年）の宇喜多との同盟まではほぼ史実を踏襲するものと思われる。朽木家との直接対決では徐々に押されて備前・但馬・因幡を喪い、翌年には美作も喪い、備中高松城では主人公の前世知識（秀吉に倣って水攻め）により降伏する。
領国は周防、長門、石見（銀山は朽木所有）と九州（豊前・筑前の一部）に縮小する。当初は故地である安芸の引き渡しで揉めるが、一向宗の勢力が根強い地である危険性を説かれて最終的に承諾した。
その後は紆余曲折あったものの九州攻めに協力。最初の九州攻め（島津征伐）後に九州領は筑前十万石に替えられ、二回目の九州攻め（竜造寺征伐）後では豊前一国（三十万石）となり、最終的に四か国（八十万石）となる。これは同盟者の上杉家（六か国、二百万石）を除くと三好家（松永・内藤を含め三か国、八十万石）に並ぶ所領で、毛利の周囲は山陰・山陽に鯰江一族や叔父たち朽木一門、安芸は明智十兵衛が旗頭となり、四国の伊予や九州の豊後に譜代衆が配され、筑前・筑後を信頼する立花道雪と高橋紹運と、極めて厳重な包囲網を構築している。
毛利陸奥守（元就）は作中では永禄十四年（1571年）五月の場面が最後で八月に死んだことに言及されているため、史実通りに同年七月に死亡したと思われる。右馬頭殿（輝元）は史実では正室との間に子が無く側室に子を儲けているが、作中では側室を断念（下記、児玉三郎右衛門（元良）の項を参照）。その件で正室との間も破断状態になったが、九州攻め（竜造寺征伐）での活躍から関係を修復。禎兆八年（1588年）には正室との間に子が生まれている。
児玉三郎右衛門（元良）
毛利家の重臣で、五奉行の一人。
史実では娘の周が主君・右馬頭（輝元）の側室となり、天正十三年（1585年）に死去しているが、逸話では元良が筑前に出陣中の天正十四年（1586年）に輝元が周を強奪、それを知った元良が天正十七年（1589年）に秀吉に直訴しようとして小早川隆景により殺害されたとしている。
作中ではこの逸話を基に、禎兆四年（1584年）に三郎右衛門から吉川元春に輝元と娘の件で苦情が伝わり、主君と重臣の軋轢を回避するため小早川隆景と恵瓊と相談して三郎右衛門を近江に派遣する。表向きは朽木家との連絡役（留守居役）としての派遣だが、三郎右衛門は妻子を引き連れて一家で近江に移住する。近江でも輝元による周強奪の危険を感じた三郎右衛門は、「これは政では無い」として朽木家の御台所（主人公の正室・小夜）に相談を持ち掛ける。目論見通りに内々の話として主人公に伝わり、周は行儀見習いとして朽木家で預かる。
この件は表沙汰にこそならなかったが毛利の一族内に伝わり、正室とその母（元就の娘、輝元の伯母）から猛烈な非難を浴びた輝元は周の事を断念することになり、周は禎兆八年（1588年）に主人公の養女として九鬼孫次郎（守隆）に嫁いだ。

### 九州
大友宗麟
豊後の戦国大名。天文二十三年（1554年）に朽木に避難中の将軍義輝に使者を送り、鉄砲と火薬の秘伝書『鉄砲薬之方并調合次第』を献上したのが作中の初出。
朽木との直接的な関係は九州攻めまで特に無く、永禄九年（1566年）に比叡山延暦寺の焼き討ち後に全国に送った文にも反応は無かった。しかし土佐の一条兼定の妻が宗麟の娘で、兼定が長宗我部を放置して（大友と毛利と三好が争っている）伊予に攻め込うとするなど土佐一条家の問題に関係して主人公が書簡を送った事もあった。
九州探題に任じられた名門としての意識が強く足利将軍家を重視していたが、主人公から離反した将軍義昭は毛利を主軸に朽木打倒を考えていたため、毛利と抗争中の大友を敵視する。朽木が毛利を下すまでは概ね史実と同じ推移で、家中を纏められずに竜造寺の離反や島津の日向進出なので徐々に衰退、作中の天正二年（1578年）の耳川の戦いで大敗、またキリスト教への傾倒も史実通り。
島津や竜造寺の勢力浸食に対処できず、天正三年（1579年）に飛鳥井家を介して朽木に救援を求め、琉球貿易とも絡んで主人公の斡旋で和睦が提案され、翌年に竜造寺との和睦が成立、さらに朽木・竜造寺と共同で島津を圧迫して和睦を受け入れさせて窮地を脱した。
禎兆二年（1582年）に朽木が島津討伐の準備を始めた事を察知した島津が大友領に攻め入り、さらに秋月も続き、傘下の国人衆が次々に離反するに及び臼杵城に籠城する。翌年には朽木によって救出され、所領問題で主人公に豊後・豊前の二か国領有を認めさせることに成功する。しかしこの件で主人公は大友を完全に見限り、禎兆六年（1586年）に竜造寺から攻められた際にはその年の十一月まで動かず、臼杵城に籠城した宗麟は心労により病死する。
主人公は当初から大友は「内が弱い」として信用しておらず、キリスト教への過度な傾倒（寺社仏閣の破棄・焼き討ちなど）も不信感を強める要因となり、世嗣・堅綱に「大友と組んで九州攻略をする気は無い」と明言、結果的に九州攻めで助けることにはなったが同盟者とは扱っていない。
龍造寺山城守（隆信）
肥前の戦国大名。天正四年（1580年）に主人公の斡旋による和睦を受け入れるなど差異はあるものの、禎兆三年（1583年）の九州攻めまではほぼ史実通りで大友・島津と並ぶ九州の有力勢力となった。
天正四年（1580年）の和睦打診には「悪くない、龍造寺は大友、島津と対等と言う事よ」と上機嫌で受け入れ、和睦に抵抗する島津に対して朽木・大友に同調して肥後方面に兵を動かして圧力をかけている。
禎兆三年（1583年）の朽木による九州攻めで島津家が滅亡、史実で戦死した沖田畷の戦い（1584年）は消滅。しかし以後の朽木による九州統治（主要街道の整備など）には不快感を示し、禎兆六年（1586年）の地震による「相国重傷」の偽報を信じて大友領に攻め入った。念のため朽木領には攻め入らなかったが、同年十一月に朽木による二回目の九州攻め（竜造寺征伐）が行われ、翌年二月肥前国太田城の戦いで死亡。
鍋島孫四郎（信生）
竜造寺家の重臣。
禎兆二年（1582年）に島津の誘いに乗って秋月家が大友に攻め入った際に、同調の気配を見せた主君・龍造寺山城守を諌止した。
翌年の九州攻めで主人公に謁見、以後も交渉役として主人公と書簡を通じて交流を継続した。猜疑心の強い主君への対応に苦慮している様が描かれ、山城守だけでなく家中でも親朽木派と見做される様になり、主人公は交流しつつも立場の危うさを懸念していた。
朽木と開戦となったら敗北は必須と予想し、その際には竜造寺家存続に奔走する覚悟であったが、禎兆六年（1586年）に龍造寺山城守が大友との開戦を決意すると殺害される。
相良遠江守（義陽）
阿蘇大宮司（惟将）
南肥後の国人で、作中に登場した時点で阿蘇大宮司は大友氏の傘下に留まっている。
相良家は地理的に薩摩に近く、以前から薩摩の菱刈家や東郷家などと接点があり、大口城を支配下においていた時期もあるが、島津による薩摩統一の過程で薩摩にあった領地は喪われ、逆に島津の肥後侵攻の脅威に曝されていた。
主人公が九州に介入する天正三年（1579年）頃までは概ね史実通りと思われ、天正四年（1580年）に朽木・大友・竜造寺が島津に圧力を掛けた余波で、相良領に侵攻して水俣城を攻めていた島津軍は撤退する（史実では相良遠江守は降伏）。窮地を脱した相良遠江守は重臣・深水三河守を阿蘇家の重臣・甲斐宗運の下に遣わして対島津での連携強化を働きかけている。
阿蘇大宮司も大友家が頼りにならない事は認識していたが蒲池一族を族滅した龍造寺山城守には強い不信感を持っており、禎兆元年（1581年）に相良と共に朽木家に九州出兵を要望する使者を派遣した。
禎兆三年（1583年）の九州攻め（島津征伐）では、肥後を南下した明智十兵衛の別動隊に合流して薩摩に攻め入った。尚、この時「明智軍が近付くとあっという間に島津から離れた」とあり、それまで表面上は島津方に加わっていた事が伺われる記述となっている。

### その他
組屋源四郎
古関利兵衛
田中宗徳
古くから朽木家と懇意の商人で、史実にも実在する人物。組屋は主人公の誕生以前から朽木家と取引している若狭の大商人で、弱小国人に過ぎない主人公に初期から注目していた。しかし主人公は天文二十二年（1553年）には「組屋以外の商人も積極的に利用すべき」と多角化を望んで天文二十三年（1554年）同じ若狭の商人古関、田中の名が登場、それ以降は三人一緒の場面がほとんどとなる。
永禄七年（1564年）に敦賀への明船来航を主人公に依頼され、組屋が出雲美保関に赴いて成功している。また永禄九年（1566年）に「南蛮船を呼びたい」と依頼を受け、三人で協力して翌年には実現している。禎兆八年（1589年）には三人から「塩津浜と敦賀を直接水路で結ぶ」請願が出され、琵琶湖運河が主人公の構想として浮上する事になる。
主人公の三人への信頼は非常に厚く、主人公の婚儀にも招かれて参列しており、登場場面が無い時期もあったが正月のお祝いなどを含めて度々謁見がなされていたと思われる。
塚原小犀次
本間源次郎
松本兵馬
工藤九左衛門
天文二十二年（1553年）に朽木に招聘された鹿島新当流の兵法者。四人共塚原卜伝の弟子だが、実質的に小犀次が他三人の師匠という位置づけ。
将軍義藤のいる岩神館に小犀次と源次郎が行き剣術指南を勤め、兵馬と九左衛門は朽木城で家臣を指導した。義藤が京に戻った後も（政争を避けて）朽木に残り、永禄九年（1566年）に小犀次と源次郎は鹿島に帰るが、兵馬と九左衛門は朽木で妻を娶った事で朽木残留を決め、主人公は清水山城と塩津浜城の城下に道場を建てて二人に報いた。
塚原家は常陸で南方三十三館と呼ばれる大掾氏の一族衆に含まれる家（鹿島家の家老）で、小犀次は分家の出身。禎兆五年（1585年）に堅綱が下総から南に侵攻した際には、主人公は北の常陸について「（南部の）三十三館衆の中に塚原氏が居る」「朽木は塚原とは縁が有るからな」と塚原家に対する配慮で常陸侵攻を後回しにした事を匂わせている。禎兆八年（1588年）には塚原小犀次の孫の小次郎（高充）が堅綱に仕えており、大掾氏を始めとした南方三十三館衆は朽木に服属している。
高島越中守 / 中島金衛門
朽木谷を含む近江高島郡の有力国人で、朽木家を含む高島七頭の惣領。
代々「越中守」を名乗ったことから作中では高島越中とだけ呼ばれるが、史実で該当する人物は細川藤孝の姉（史料で「佐々木越中室」）が嫁いだ高島高賢だと思われる。朽木家からは嫌われており、お爺は「強欲、吝嗇、小心、嫌な男よ」と言っている。
天文十九年（1550年）、主人公の父朽木晴綱に勝利して戦死させている。
将軍が京に戻った後、六角家の後押しで朽木に圧力をかけて戦となるが敗北して捕らわれる。表向きは処刑とされたが、密かに八門衆の保護下に置かれた。
その後は八門衆の協力者として、名を中島金衛門に変えて商人となる。永禄十一年（1568年）に起きた徳川家のお家騒動は、駿河に居た金衛門からの情報が発端となった。元亀四年（1576年）織田家が今川を追いやって駿河を制すると、毛利家の長門へと拠点を移す。さらに天正三年（1579年）薩摩で将軍義昭が「中島金衛門」の名を出しているので、薩摩に移動したことが分かる。
その後は作中未登場であるが、引退していなければ八門衆と連携して朽木家と敵対する地で商人として活動していると思われ、現在は琉球やルソンなど海外に移っている可能性もある。
史実では六角方の国人とされ、永禄八年（1565年）に始まった浅井長政との抗争で敗北、七頭の惣領職を朽木元網に譲ったとされる。天正元年（1573年）の信長による高島郡攻略で高島越中家は滅亡したとされ、その一族が九州に逃れて幕末の高島秋帆を輩出した長崎町年寄の高島家になったとされている。
林与次左衛門（員清）
高島家に属していた水軍の将で、打下城主。高島家が滅んだ際に朽木に恭順した。朽木水軍の棟梁。
浅井滅亡により渡辺半左衛門・入江小二郎・安養寺猪之助など旧浅井家の水軍衆を統括して勢力を拡大する。一時対立した堅田水軍（殿原衆）から「慎重な男」と評価されている。
永禄九年（1566年）に舅の平井加賀守一族の去就を巡って六角輝頼と一触即発となった際に、朽木水軍を率いて兵一万を輸送して草津に緊急展開させている。また永禄十年（1567年）の上洛戦では栗太郡に進出した宮川新次郎の別動隊の一部（二千）を六角軍の後方（蒲生郡）に運び、挟撃を実現している。
なお、朽木に服した堅田水軍はその後も朽木水軍と併記されているので、吸収はされずに別組織として運用されている模様。
山口新太郎（教高）
山内伊右衛門（一豊）
野良田の戦いの直前、永禄三年（1560年）五月に朽木家に仕官した。共に尾張出身で、山口新太郎は二十歳、山内伊右衛門は十五歳。
山口新太郎は尾張鳴海城主山口教継の庶子。信長の父信秀に仕える実力者だった父は、織田家に相続争いが起きると今川家に寝返る。その後、史実通りに子の教吉と一緒に今川家に呼び出されて殺されるが、庶子で名字も異なっていた新太郎は逃れて山口性に戻して朽木に仕官する。史実には登場しない人物だが、山口教継の事は主人公も知っており採用した。
山内伊右衛門は前年の永禄二年（1559年）に主家の岩倉織田家を信長に滅ぼされ、その過程で父・兄を喪って放浪中だった（史実通り）。史実では約十年後（1568～1572年頃）に信長に仕えているので、採用した際に主人公は「俺の所に居るのも一時的なものだろう…秀吉との繋ぎ役になってくれれば良い」と思っていた。また一族は離散したため、弟の山内次郎右衛門（康豊）が朽木に仕官するのは永禄十四年（1571年）となった。
二人とも最初は近習として主人公に仕え、野良田の戦いに従軍する。永禄四年（1561年）に主人公の伯父（直綱・輝孝）が朽木に戻って兵糧方が新設されると、翌年に増員として二人揃って加わる。
山口新太郎は永禄十四年（1571年）主人公の世嗣・竹若丸（後の堅綱）の傅役に軍略方の竹中半兵衛と共に任命される。山内伊右衛門は元亀三年（1575年）に石山本願寺を接収すると、兵糧方と兼任で城代となり、以降の西国での戦いにおける補給起点を運営する重責を担った。
竹中半兵衛（重治）
美濃の国人。永禄五年（1562年）の六角家による不破郡侵攻により菩提山城から退去、家督を弟に譲った後に朽木に仕官する。主人公はおっとりした性格から「上品な御坊ちゃん」と評した。
同時期に仕官した明智十兵衛・沼田上野之助と共に軍略方として活躍したが、史実から体調を危惧した主人公は永禄十四年（1571年）に世嗣・竹若丸（後の堅綱）の傅役に任命した。
後に堅綱が語った話によると、主人公が永禄四年（1561年）に作成した「朽木仮名目録」を見て朽木に仕官を決めた。
内勤に回されたことにより心身の負担が少ないためか、史実と違い1588年時点においても健在である。
明智十兵衛（光秀）
永禄五年（1562年）に朽木に仕官して初代軍略方に任命される。史実と同じく、以前は朝倉家に仕えていた。
主人公は「イケメン」と冠しており、当初は見た目から本能寺の変を起こすとは信じられないと思ったが、後に「馬鹿が嫌いで我慢出来ないタイプ」と評した。永禄八年（1565年）に主人公が「叡山が立ち塞がるというなら叡山も潰す」と軍略方に言った時には、即座に賛意を示した。
永禄十四年（1571年）四月の長島の戦いを最後に引退した真田幸隆に代わって三代目副将となる。丹波攻めでは丹後口を担当して北部の赤井悪右衛門を封じ込める。対毛利戦では山陽道を担当、毛利が下った後は安芸で七万石を与えられて副将の任を解かれる。この配置は九州攻めを睨んだもので新たに比治山城を築いて居城とし、最初の九州攻め（島津征伐）で主人公とは別軍を率い、二回目（竜造寺討伐）では主人公より多くの兵力を率いた。
禎兆五年（1585年）の四国征伐後に伊予で二万石を加増され、次男十次郎が別家を建てた。
沼田上野之助（祐光）
若狭の国人。永禄五年（1562年）に朽木に仕官して初代軍略方に任命される。以前は若狭武田家に仕えていた。
初期の軍略方では最年少で、主人公は「生真面目な秀才君」と評した。他の二人が役を転じて以降も軍略方に残ったが、禎兆二年（1582年）に名古屋の築城に加わり、禎兆五年（1585年）の四国攻め後に伊予に所領を得た。
日根野備前守（弘就）
日根野弥次右衛門（盛就）
長島一向一揆に参加して朽木と戦い、陥落後に朽木に仕官した美濃一色家の旧臣。兄弟。
永禄十六年（1573年）六月の丹波攻め（宇津討伐）の後は宇津城とその支城の城代を兄弟で勤め、周囲の反朽木派を牽制すると共に調略を進めて功績を挙げ、丹波の旗頭の位置づけと思われる。元亀五年（1577年）の毛利攻めで備前守が但馬攻めに参加したのが作中の最後となった。禎兆三年（1583年）の九州攻め（島津討伐）の後、薩摩・大隅に残留した朽木軍の中に備前守の息子と思われる日根野織部正の名がある。
一緒に仕官した者に長井隼人正（道利）もいたが、その後の登場は無い。
笠山敬三郎（久道）
笠山敬四郎（久長）
多賀新之助（久秀）
鈴村八郎衛門（親好）
主人公の本隊（馬廻衆、親衛隊）を率いる武将。長島一向一揆に参加して朽木と戦い、永禄十四年（1571年）の陥落後に朽木に仕官した。
当時の長島は一種の治外法権地域となっており、一向門徒以外にも主家が滅んだり、主君と反目して逐電した者達が集まっていた。この四人も門徒ではない。
笠山敬三郎と敬四郎は親子で多賀新之助とは以前同じ家中におり、主家を離れたのは長島陥落の十年以上前とされ、多賀は近江の国人に見える名で、たぶん浅井家に属していたと思われるが作中では明示されていない。
鈴村八郎衛門は尾張出身で兄達は信長に仕えたが、妾腹で兄達と不仲だった八郎衛門は織田家を避けて長島に流れ着いた。
「いずれも手強く戦ったと前線からは報告が来た男達」とされ、長島陥落後に朽木からの打診を受け入れて田沢又兵衛配下となる。元亀三年（1575年）の主人公の越後行きに警護役として同行しているので、それ以前に主人公直轄の将に配置転換されたと思われる。
基本的に主人公と本陣に居るので戦う場面は少ないが、元亀五年（1577年）備前での毛利家との戦いでは数的劣勢を覆すべく先陣を切った主人公と共に毛利軍に突入している。
禎兆二年（1582年）に上京した将軍義昭の息子左馬頭義尋と謁見する際には、護衛として別室に待機していた。禎兆七年（1587年）九州平定後に笠山敬三郎が豊後で三万石を与えられる。
長左兵衛（綱連）
長九郎左衛門（連龍）
永禄十四年（1571年）に任命された軍略方。竹中半兵衛と明智十兵衛が抜けた事の対応。
長左兵衛と長九郎左衛門は能登を制圧した時に切腹した長対馬守の子。対馬守が切腹する際に残された一族の庇護を主人公に直訴して受け入れられ、朽木家臣となった。実際の功績などもあるが、同時に軍略方になった真田源五郎・芦田源十郎と並び基本的には主人公の前世知識が抜擢の基になる人事と言える。
元亀三年（1575年）に長左兵衛が主人公の次男松千代（元服後の次郎右衛門佐綱）の傅役に転じた。
増田仁右衛門（長盛）
山内次郎右衛門（康豊）
永禄十四年（1571年）に石田藤左衛門（正継）・建部与八郎（寿徳）と共に任命された兵糧方。山口新太郎が兵糧方から抜け後の補強人事。
二人とも仕官したばかりだが、前世知識で増田が「豊臣五奉行」と知っており、山内次郎右衛門は史実通りに主家滅亡後は兄の伊右衛門（一豊）とは別行動を取っていた模様で、兄に遅れること十年余りで朽木家に仕官した。
元亀四年（1576年）に播磨で毛利と対峙していた明智十兵衛の下に山内次郎右衛門が配され、毛利が下った天正二年（1578年）に安芸で三万石を与えられる。
堀内新次郎（氏善）
紀州の熊野水軍を率いる将。
永禄十四年（1571年）の伊勢長島一向一揆が陥落した後に、九鬼孫次郎の誘いで朽木家に服属した。その後は九鬼水軍と共に朽木の主力水軍として活躍、禎兆七年（1587年）に朽木直轄領となった対馬に進出、禎兆八年（1588年）には長崎に侵攻してきたイスパニア船を撃破している。
尼子孫四郎（勝久）
山中鹿介（幸盛）
史実通りに永禄九年（1566年）に滅んだ尼子家の残党。初対面での主人公の印象は「華奢な若い兄ちゃん」「少し年上のごつい兄ちゃん」。
作中では永禄十四年（1571年）初頭に京に尼子の残党が集まっているとの記載があり、朽木家の傘下に加わったのは５年後の元亀四年（1576年）となる。この時点で主人公は尼子復興運動について「この世界では殆ど活躍していない」とし、天正二年（1578年）に毛利家が朽木に降伏した際に九州の領地（豊前の一部）を保持している事を「尼子の復興軍がこの世界では活躍していない」影響としている。
これらの記載から京の東福寺の僧だった勝久が永禄11年（1568年）に還俗して以降、京の三好家（実休派）の下に留まり、朽木の上洛以降は朽木と三好の間で動けずに山陰での復興運動に至っていなかったと推定される。
朽木に仕官した元亀四年（1576年）十一月、主人公に山陰の毛利攻めでの先鋒を願い出るが、「（尼子の影響力が強い）伯耆に入ったら大いに働いて貰う」として但馬・因幡・美作の攻略を待つようにと言われている。天正二年（1578年）鯰江備前守（為定）を大将とする山陰方面軍の侵攻に併せて伯耆・出雲の国人調略に貢献、主人公が備中の高松城を水攻めにしている間も伯耆を順調に浸食、毛利家が朽木に降伏する判断を後押しした。その功績により、毛利との戦いが終わると西出雲で５万石を与えられた。
藤堂与右衛門（高虎）
田中久兵衛（宗政）
加藤孫六
永禄十五年（1572年）に主人公が見出した三人。田中久兵衛は諱が異なるが、田中吉政と推定した。藤堂と田中は近習、加藤孫六は元服前の十歳で小姓として召し抱える。
藤堂与右衛門と田中久兵衛は史実では浅井家に属していたので、朽木家中（磯野丹波守や宮部善祥坊の配下）に居て主人公が取り立てたと思われる。
三河出身の加藤孫六の場合、史実と同じ様に父加藤教明が三河一向一揆に与して、作中では永禄十三年（1570年）の鎮圧で殺された者として記載があり、まだ元服前だった孫六は家族共々三河から追放されたと思われる。既に北陸の一向一揆と幾度も戦い、前年に長島一向一揆を殲滅した主人公に仕官した事から、孫六自身は少なくとも本願寺派からは改宗している模様。
藤堂与右衛門は元亀三年（1575年）に戦略物資の集積拠点となっていた石山（旧石山本願寺、山内伊右衛門が城代）に送られ、禎兆二年（1582年）に那古屋城の築城に加わる。

## 改変
主人公は前世で歴史改変物の小説執筆を考えており、二歳で当主となると後見の祖父を通して、その際に考案した施策を使って領内改革に着手する。祖父に”何をするつもりじゃ？”と問われた主人公は、富国強兵・殖産興業・所得倍増を挙げた。
また朽木家が拡大するにしたがって、単に領内を豊かにするだけではなく、日本全体の統治体制や舵取りを考えるようになり、周辺国（琉球、明、朝鮮）やアジアに進出した欧州列強（キリスト教）との外交も主要な課題となっていった。

### 朽木谷
殖産興業
領民に種を配布して、換金性の高い綿花の栽培を奨励する。当時国内生産は少なく、多くを輸入に頼っていた綿は需要が高かった。また石鹸の製法を領民に教え、菜種油や綿花栽培の副産物（綿実油）を使って石鹸生産も奨励する。
他に朽木家の家業として、澄み酒の醸造と椎茸栽培を始める。当時の日本酒はまだ濁り酒が主流であり、椎茸の栽培技術は無かった。
また澄み酒の普及により、朽木領の木地師や塗師による多彩な色彩を施した木製の酒杯（濁り酒では模様が見えにくい）も人気となり、主要産地の一つに成長するなど、波及効果も見られた。
領地経営
税制は、税率を四公六民に軽減し、納税は米から銭に転換する。また関を廃して、楽市楽座を宣言する。
この税制と換金産物の生産により領内に銭が浸透し始め、旧来の米本位制から貨幣経済に切り替わっていく。
なお楽市楽座は、豊かになったとはいえ朽木領程度では効果が出るほどの経済規模は無く、関の廃止と併せて商人たちから「朽木は商売がしやすい」と高評価された事の方が大きい。ただ、領地が広がるにつれて、楽市楽座も効果を発揮していく事になる。
これら施策の成功は、朽木が山間地とはいえ大消費地の京都に直結する街道沿いで、昔から多くの商人が行きかう地理的な好条件下に位置していたことが大きい。朽木家も街道を行き来する若狭の商人達と繋がりがあり、関所の廃止もあって良好な関係性を深めていく。
軍事関連
将軍義藤に頼んで、近江国友村から鉄砲鍛冶を呼び寄せる。
当時すでに鉄砲の産地として知られた国友であったが、その起源は義藤の実父で第11代将軍の足利義晴が見本となる銃を渡して製造を命じたことによる。その経緯もあって製法を門外不出と定めていた国友村も依頼を断れず、移住した鉄砲鍛冶から朽木の鉄砲生産が始まった。
早くも天文二十二年（1553年）には年産20丁を数え、主人公の初陣となった永禄二年（1559年）の戦いでは、総勢300の朽木勢の中で、鉄砲隊は200と過半を占めた。
将軍ブランドを使った策は続き、周囲の刀鍛冶に”将軍の為の刀を打ってみないか？”と勧誘をかけ、若狭・美濃・伊勢から複数の流派（来派、相州、美濃、千子村正）の刀鍛冶が朽木に移住して、それらが融合して後に朽木物と呼ばれる刀の産地となる。
また、義藤（義輝）が後世「剣豪将軍」と呼ばれていたことを思い出し、天文二十三年（1554年）鹿島から将軍指南として塚原卜伝の弟子を招聘する。指南を受けるのは将軍だけではなく、朽木家にも道場を設えて将兵の鍛錬に寄与させた。
同時期、大叔父朽木惟綱が預かる支城の西山城で極秘に硝石生産を始め、火薬の生産に着手する。この朽木領での火薬生産は後々まで秘匿された。
資金に余裕が出来ると徐々に傭い兵（銭で雇った兵）を増やし、兵農分離を進めている。初陣（8千石）時の動員数は300で、武士（一族郎党）50に対して傭い兵250で編成された。

### 国内・組織
税制（四公六民、銭による納付）や関の廃止・楽市楽座は後々まで堅持され、綿花と石鹸の奨励は北陸や伊勢に伸張した時期までは言及がある。
鉄砲生産は国友や堺などと並ぶ一大生産地に発展している。また硝石生産も順次増強していったと思われ、一回目の九州攻めの時期には高島郡・伊香郡・浅井郡といった北近江一帯が生産地となっており、朽木家の本拠地での生産に制限されている模様。朽木家の家業（清酒、椎茸）については戦国大名として認知され始めた時期以降は触れられておらず、これも近江が中心と思われる。
八門衆
主人公が使う忍者組織。名称は朽木家に仕官した際に、主人公が命名した。
元は源平合戦の時代に九郎判官に仕えた、黒野慈現坊など鞍馬山に集まった”羽黒の山伏”達の末裔。義経滅亡後は上方に逃れ、承久の乱で上皇方に付いて敗北。その後は丹波山中に隠れ住んで建武の新政の前後は足利方に付いたが、高師直・師泰兄弟の滅亡に連座、そのまま雌伏の時を過ごしていた。
同じ山の民の木地師などから主人公の噂（領内改革など）を伝え聞き、天文二十三年（1554年）七月、統領の黒野重蔵影久が自ら主人公と接触して売り込む。この時”くらま流忍者百五十名、一族総勢四百名”と申告している（当時八千石の朽木の動員力は約300）。
実働部隊は十の組に分かれ、情報収集に長けており、調略や他国領内で流言飛語を広めるなど謀略戦にも活躍する。戦場で大将首を狙うなどの描写は無く、直接的な戦闘力に秀でている印象は薄いが、後に主人公の暗殺を狙う丹波忍び（村雲党）との戦いでは激烈な抗争に打ち勝っている。
拠点は仕官後も丹波山中のままであったが、丹波の波多野氏（配下の村雲党）との戦いが予想され始めた永禄十四年（1571年）、朽木谷に近い近江三国岳の麓に移動した。
朽木仮名目録
永禄四年（1561年）浅井家を滅ぼして北近江を制した後に、領内支配の根本として分国法を定める。
基にしたのは今川仮名目録で、時代に合わせて調整されたもののほぼ同じ内容で、守護不入を否定している。
初期の領土拡張時に朽木に仕官した有為な人材（初期の軍略方・兵糧方など）の中には、竹中半兵衛（重治）の様にこの目録を見て朽木への仕官を決めた人物もいる。
副将
主人公の初陣は元服前の11歳であり、対浅井戦が本格化すると譜代の日置五郎衛門（行近）が副将として付き添った。これ以降、朽木家では副将を置くことが恒常化した。
浅井攻めから若狭までは五郎衛門が副将を勤め、永禄九年（1566年）の越前攻めでは五郎衛門が六角への抑えとして清水山城に詰め、代わりに金ヶ崎城に居た真田弾正忠が付き添った。
永禄十四年（1571年）の第二次山科合戦から、弾正忠が引退して元軍略方の明智十兵衛（光秀）が務めている。十兵衛が対毛利攻めを担当した頃から置かれていない。
軍略方・兵糧方
軍略方は主に対外戦の作戦立案を行う役職で、築城も担当する。最初は明智十兵衛、竹中半兵衛、沼田上野之助（祐光）が務めた。
兵糧方は主に後方支援であるが、事前の見積から実際の物資集積と輸送を担当しており、旧来の荷駄奉行（補給品の輸送担当）とは一線を画す重職となる。後に領内の街道整備を担当する事になり、重要性が増していった。最初は京から戻った伯父の朽木右兵衛尉（直綱）と左衛門尉（輝孝）が勤め、翌年には近習だった（山口教継の庶子）山口新太郎（教高）と山内伊右衛門（一豊）が加わる。
評定衆
朽木家の政策方針や家臣間の紛争など話し合う評定に参加する役職。評定には奉行衆も参加、大評定では軍略方・兵糧方も参加する。
親族・譜代・外様からそれぞれ選ばれる。新規に制圧した地方（六角家や織田家など）から加わえることで、その地方の国人達の窓口になる事が多い。
奉行衆
主に朽木家譜代の家臣が就任する役職。御倉奉行・公事奉行・殖産奉行・農方奉行などがある。
御倉は財政、公事は行政や司法、殖産は産業振興、農方は農政、を担当する。
相談役
六角家の反朽木派として知られた蒲生下野守が引退した際に、相談役として登用したのが嚆矢となる。
主人公は「無理に隠居なんてさせると悪巧みしかねん。表に出して使った方が安全」と言っている。似た事例としては、主人公によって野心を潰され隠居させられた長宗我部宮内少輔も相談役となっている。
他は主人公に近い者（八門の黒野重蔵、舅の平井加賀守、元副将の真田弾正忠など）が引退した後に相談役となっている。また、飛鳥井曽衣は対立していた長宗我部の登用に併せて、三好家に仕えていた松永兄弟は義継の子が成長した事で、それぞれ相談役となった。
海上交易
永禄六年（1563年）に日本海側の敦賀を得ると、海上交易に乗り出す。越後の長尾景虎とは将軍が朽木に居た天文二十二年（1553年）に会って以降、友好な関係を持続していたため越後から蝦夷地方面に交易船を出している。後に若狭の小浜港も加わり、朝鮮や明の船（私貿易船）を呼び寄せている。
太平洋側の伊勢・志摩を領すると、土佐を経由した琉球との交易を始める。これは京都の一条家が、土佐の分家を支援してもらうための交換条件として持ってきた話。これ以降、土佐の情勢は朽木にとって特別な意味を持つことになった。
大砲
永禄十年（1567年）にポルトガル商人から、カルバリン砲とセーカー砲を各3門購入。同年六月の第一次山科合戦で、各2門を実戦投入する。
残り1門を使って模倣生産を開始。元亀四年（1576年）の播磨攻略戦では「大筒を百二十門」を揃えて一向宗の拠点英賀を集中攻撃、大筒のみで城の構えを破壊している。
ただし、国内の複雑な地形から運搬には多大な労力を要し、意外と活躍する場面は少ない。
南蛮船
永禄十一年（1568年）に小浜で最初の南蛮船を建造している。後に志摩でも九鬼孫次郎が建造を始める。主に若狭と九鬼の水軍が運用し、他国の水軍を圧倒する。
形式等の詳細は不詳であるが、当時の状況からキャラック船（ナウ船）の一種と想定される。
入手先も不詳だが、時期的にはカルバリン砲やセーカー砲と一緒にポルトガル人から購入したと思われる。
街道整備
領内の関を廃して楽市楽座を実施するなど、領内経済の振興を重視していた主人公だが、街道整備に本腰を入れるのは意外と遅く永禄十二年（1569年）となった。
この年、伊勢侵攻を計画していたが、近江から伊勢への街道は急峻な地形から進軍・補給が容易ではなく、そうした中で家臣からの進言を受け入れ、領内の街道整備に着手する。
まずは近江と敦賀間で始まり、伊勢を制圧した後は近江伊勢間が加わり、領地が拡大するとともに整備する街道も拡大を続けた。
この大規模な街道整備は後方支援を担当する兵糧方の担当とされ、兵糧方は単なる補給・支援役ではなく膨大な予算と人員を扱う主要職として認められていく。
相国府
太政大臣（相国）となった主人公が主催する政の府。
鎌倉以来の幕府体制に代わる武家の府として、主人公がたどり着いた体制。また将軍職は朽木家の世継ぎを示す職と定める。
主人公は、将軍職が令外官（律令制に含まれない不正規の官職）であることから、新たな幕府を開くことには消極的な考えを持っており、既存の公家社会と干渉せずに並立出来る体制を模索していた。
その中で、太政官（律令制による正規の官職）の最高職である太政大臣の地位が多くの場合で空いていることに着目し、昵懇であった摂家の近衛前久らと話し合いを重ねて決断した。

### 国外
琉球
土佐を経由した交易は伊勢長島を攻略する前（永禄十四年-1571年-）に土佐一条家から支援の見返りとして話があり、土佐一条家ではそれ以前から行われていた。朽木が実際にいつから交易に加わったかは不明ながら、一時期は琉球との交易を独占しようとする薩摩の島津家と朽木家の争点ともなった。
島津を下した後は主人公から日本帰属を誘われるようになり、使節団を派遣している。当時の琉球では明の政策変更によって中継貿易が衰退する状況で日本との交易が重要度を増し、また明の情勢（万暦帝による治世）への危惧から、”日本に帰属する”提案は受け入れられつつあった。
しかし、禎兆八年（1588年）ルソンからイスパニア軍が派遣された事を察知すると予定された人質派遣を見送るなど”日和見”したため、ルソン侵攻を視野に入れた主人公は武力併合を決める。
史実では慶長14年（1609年）に島津家による武力侵攻を受けて属国化されたが、本作中では朽木家による武力侵攻の可能性が高まっている。
朝鮮
儒教に基づく統治体制から一種の鎖国政策を実施し、他国との交易を制限している。
主人公は前世知識から豊臣秀吉のような武力侵攻は考えていないが、対馬の宗氏が朝鮮に従属の形をとって交易している事は問題視した。ただ禁止しただけでは解決しない事も理解しており、2回目の九州攻めの後に宗氏を筑後に移封して対馬を朽木家直轄地とした。
西笑承兌や景轍玄蘇、宗氏の旧家臣（柳川権之助、柚谷半九郎康広）など対朝鮮交渉に通じていた者を登用して交易再開を模索している段階で、宗氏との関係が切れたこと以外は改変による影響はまだ小さい。
明
この当時は悪名高い万暦帝の治世で、下海通蕃の禁は一部解除されているが、日本との交易はまだ禁止されている。
いまだ直接的な接触は行われておらず、主人公は明の冊封体制下にある琉球や朝鮮から間接的に関係を持つ事を考えており、自身が「日本国王」として冊封体制下に入ることには否定的。
綿や硝石の国産化により日本から流出する銀の量が減った事で、イスパニアやポルトガルの商人を経由して明に流れる銀の量も減ったと思われ、さらに日本との武力衝突の有無などにより影響が今後現れてくると思われる。
イスパニア（呂宋）
スペインのこと。永禄十三年（1570年）頃に、呂宋などフィリピンを領有して植民地化した。
日本で布教するイエズス会の事実上の後ろ盾であるが、かといってポルトガル系のイエズス会と仲が良い訳でもない。
禎兆八年（1588年）、イエズス会の要請で史実には無かったイスパニア兵と船を、キリシタン一揆支援のため長崎に派遣した。この一揆は直ぐに鎮圧されイスパニア兵と船は撃破されるが、この件で主人公は呂宋侵攻を現実的に考えるようになり、改変の影響が出始めている。
澳門（マカオ）
弘治3(1557)年にポルトガル王国の居留地になった明の街。
奥州出兵前の禎兆八年（1588年）三月に中国人商人（後期倭寇）から聞いた情報によれば、日本人奴隷の一部が居るとのこと。その直前に「全ての日本人奴隷を日本に連れ戻せ」と宣教師達に命じていたが、この情報によって今後どの様な行動をとるかはまだ不明。ちなみに澳門を武力で攻めた場合は、明と戦争状態になる可能性がある。

## 周囲への影響
主人公の史実と異なる行動は周囲に波及的な影響を与え、史実と異なる状況が形作られていった。以下に主な物を挙げる。
野良田の戦いの影響
史実では敗北した六角は、浅井を牽制するため美濃一色と協力関係になるが、作中では勝利して翌年に浅井が滅び、美濃と接する坂田郡を手に入れる。そして右衛門督義治の功名心に縁戚土岐美濃守・左馬助親子の要請（大義名分）もあって、永禄五年（1562年）四月に美濃に侵攻する。
この侵攻の矢面に立たされたのが、不破郡の菩提山城に居た竹中半兵衛であった。元々斎藤道三方だったため一色龍興に疎まれていたが、そこに六角配下の甲賀衆による謀略が加わり援軍を得られず、孤立無援の中で大野郡大御堂城に退去する。そして竹中家存続のため、家督を弟の久作（重矩）に譲って浪々の身となる（後、朽木家に仕官）。その後奪還に動いた一色家との不破郡を巡る抗争は和睦まで約一年に渡って続き、六角を弱体化させると共に家督相続が絡んでお家騒動に発展していく。
また六角だけでなく美濃と尾張（織田信長）の抗争にも影響を与え、竹中半兵衛の出奔により永禄7年（1564年）2月の稲葉山城奪取は起きず、史実より弱体化しなかった龍興の抵抗により、信長による美濃併合は約一年ほど遅れ、稲葉山城が落ちたのは永禄十一年（1568年）十一月となった。（美濃平定の遅れには、三河一向一揆の長期化も影響した）
第四次川中島合戦
この合戦の二年前、永禄二年（1559年）四月に長尾景虎は関東管領・従四位下近衛少将就任に伴い上洛、帰路に清水山城に寄って主人公から「死生命無く、死中生有り」との助言を受ける。翌年、関東管領上杉家を継承して関東に出陣、その翌年の永禄4年（1561年）に、史実通りに武田晴信と川中島で激突する。
上杉景虎は総勢1万5千を率いて妻女山に布陣、その全軍を持って川中島の武田本陣へ突入した。史実では1万3千を率いて妻女山に布陣、武田の別動隊への備えを残して、凡そ一万余りで川中島へと攻め込む。
結果として史実の1.5倍ほどでの強襲となり、武田晴信は重傷を負い周囲は戦死と錯覚する。それにより武田軍は全面的な潰走となり、多くの有力諸将が戦死した。この大敗で、それまで武田優勢で進んでいた北信濃侵攻は完全に頓挫、以後の武田は上杉方の攻勢に晒されて、最終的に諏訪を残して信濃から駆逐されてしまう（武田晴信は2年後に死去、勝頼が信頼と改名して後を継ぐ）。
この影響は周辺国に波及、甲相駿三国同盟はより防衛的な相互依存を強め、弱体化した武田は対上杉で北条との連携を強化、永禄三年（1560年）の桶狭間の大敗で弱体化した今川への支援も積極的に行う。武田からの要請を受けた石山本願寺は、伊勢長島一向一揆を通じて三河の一向宗を支援。史実では永禄六年（1563年）に始まり約半年で終息した三河一向一揆は長期化（完全鎮圧は永禄十三年-1570年-）し、その間に体制を整えた今川による三河への浸透もあって自立を目指した松平元康（徳川家康）による三河統一は頓挫した。また美濃を攻略した織田信長も苦戦する徳川を放置できず、勢力伸長の矛先を東海道に定め、主人公の伊勢侵攻を快諾した。
畠山高政の挙兵
史実では永禄四年（1561年）四月に三好長慶の弟十河一存が病死すると、河内・紀伊の守護畠山高政が近江の守護六角義賢を誘って三好に対して挙兵している。作中でも同時期に畠山から六角に打診があったが、主人公から浅井の背後にいた朝倉の事や若狭の状況などを知らされた義賢は、当面は浅井・朝倉対策に専念する事を決めて誘いを断った。これにより畠山の挙兵もいったんは見送られ、挙兵はその四年後の（三好長慶の死亡、永禄の変の後）永禄八年（1565年）となった。
この影響は畿内、特に三好氏家に大きく作用し、史実では永禄五年（1562年）久米田の戦いで戦死した三好実休が生存、晩年の長慶が安宅冬康を謀殺することも無かった。また内藤宗勝が丹波で敗れはしたものの生き延びるなど、長慶以後の三好勢力は史実より強固な勢力を維持する。有力者が複数生存した事で、その後の分裂劇も史実とは異なる経緯を辿っていく。
他に第十四代将軍にも影響する。史実通りに三好家（実休派）に擁立された足利義栄であったが、畠山との戦いで三好優勢が確立した永禄十一年（1568年）に史実通りに死去し、将軍となったのは弟の義助となった。また六角軍が京を占拠した影響で失脚（挙兵して戦死）した幕府政所執事の伊勢貞孝も生存し、後に主人公に仕えて朝廷との折衝役として重用される。

## 用語
朽木谷
近江高島郡（現在の高島市）に属し、安曇川上流にある丹波高地東端の花折断層と比良山地に挟まれた谷底にある小盆地。
若狭の小浜から京都に通じる山間の谷を走る街道（鯖街道）に位置しており、昔から京都・若狭と繋がりがある。また高島郡の中心地は琵琶湖の湖畔にあり、朽木谷とは安曇川沿いの険しい谷道によって繋がる。そのため京都と直結していながら、周囲に対しては天然の要害の地となっている。
朽木氏
朽木家は、鎌倉時代から代々朽木谷を領有する豪族。主人公で十四代目となる。
近江でも琵琶湖周辺からやや隔離された地理的な要因と、佐々木源氏の庶流高島氏に属する事から、近江の守護勢力（六角氏、京極氏）とは距離を置き、六角氏に属している時期もあるが独立心が強い家である。また一時期朽木荘の一部（百貫文分）が将軍家御料所になった事もあって足利将軍家との繋がりが強く、室町後期には代々将軍の偏諱を受けるのが慣例化しており、曾祖父信濃守材秀は第10代将軍足利義材（後の義稙）から、祖父民部少輔稙綱も同じ足利義稙から、父の宮内少輔晴綱は第12代将軍足利義晴から、伯父の長門守藤綱と左衛門尉輝孝は第13代将軍足利義藤（後の義輝）から偏諱を受けている。
また正妻を公家から迎える事も多く、高祖父貞綱は甘露寺家（幕府政所執事伊勢貞親の養女）、材秀も同じ伊勢貞親の養女（出身家不詳）、続く稙綱は葉室家、晴綱が飛鳥井家となっている。
将軍家との直接的な関係は、兄弟である足利義維（当時の堺公方、後の平島公方）との抗争に敗れた足利義晴を朽木谷に保護し、大永8年（享禄元年、1528年）から享禄4年（1531年）の2年半は朽木谷に幕府が置かれたほどで、稙綱は奉公衆から内談衆に加わり、特に幕府直臣としての意識が強い人物となる。
幕府が京に戻って以後も度々将軍が朽木を訪れる事があり、作中では主人公が生まれる少し前にも義晴が朽木に滞在していたことから、主人公に「将軍のご落胤」説が出る事になった、としている。
国立公文書館所蔵の「朽木家古文書」には「佐々木朽木弥五郎」宛の文書が複数残されており、八代目当主の朽木貞高以降は代々「弥五郎」の通称名が使われていることが分かる。作中では「竹若丸」も代々の幼名と扱われているが、三代目経氏と五代目氏綱が「万寿丸」、通称に弥五郎を使い始めた貞高は「満若丸」、祖父は「竹松丸」で、資料上「竹若丸」と名付けられた当主は元網以前には見当たらない。
高島七頭 / 高島七党
近江高島郡の主要国人による同名中で、惣領は高島家とされた。高島・朽木の他に田中・永田・平井・横山・山崎の５家があり、山崎以外は高島家から枝分かれした庶流である。京に近く守護家と別流という事で幕府から奉公衆に任命されていたが、六角家が強盛となると立場に違いが出ることになる（朽木は幕府寄り、高島・田中は六角寄り）。
作中では高島家の跡取りと田中家の当主久兵衛（重政）及びその息子は朽木との戦いで戦死して、両家は滅びる。残りの４家もその後に逐電して消滅する。史実でも浅井・六角の争いや信長との戦いの中で朽木家以外は消滅しているが、詳細について残されている資料が極めて少ないため不明。
作中で逐電した４家については記載が少ないが、史実では同時代に「永田左馬助（秀宗）」「平井河内守（頼氏）」「横山三河守」「山崎兵庫頭」がおり、浅井家との抗争では他に吉武壱岐守（山門領の代官、海津衆饗庭家）、田屋淡路守（幕府政所執事伊勢氏の被官、海津衆）、植田甚之丞らの名が登場する。また浅井亮政の婿養子となった田屋明政は海津衆田屋家出身である。その他、新庄直昌の様に高島郡に所領（新庄城）を持ちながら坂田郡など湖東地域に進出した国人や山中家（甲賀山中家の庶流）のように高島郡以外から進出した家もある。
田中家に関して、作中で当主久兵衛（重政）が当主として名が出ているが、主人公の外祖父飛鳥井雅綱の息子である田中重茂は登場しない。また後に近江商人として知られた田中清六（正長）は、この田中家出身と思われるが関係は不明。
永田左馬助（秀宗）は、史実の元亀元年（1570年）に志賀の陣の緒戦となった坂本の戦いで浅井方として戦死したとされるが詳細は不明。六角家家臣にも分家の永田家があり、作中に永田備中守（賢弘）の名前が登場する。史実の賢弘は観音寺騒動で六角家から離反した者達に名を連ね、家系は江戸時代に旗本家として存続した模様。
平井家は後に主人公の大叔父が城主となる舟木城を居城とした家で、史実では本家が滅んだ後も平井加賀守（秀名）の名が残されており、この人物は平成二十二年（2010年）に閉店した京都の老舗「井筒屋重久」の家祖とされている。
横山家については、天正元年（1573年）の信長による高島郡攻略で親子の首が京に送られた記録がある。

## 舞台
第1弾：舞台『淡海乃海 ー現世を生き抜くことが業なればー』（初演）
2020年3月25日 - 29日、会場：新宿村LIVE / 脚本：西瓜すいか / 演出：西口綾子

第2弾：舞台『淡海乃海 ー声無き者の歌をこそ聴けー』
2021年3月10日 - 14日、会場：俳優座劇場 / 脚本：西瓜すいか / 演出：加治幸太 (K-FARCE)

第3弾：舞台『淡海乃海 ー現世を生き抜くことが業なればー』（再演）
2022年5月20日 - 29日、会場：東京ドームシティ シアターGロッソ / 脚本：西瓜すいか / 演出：松多壱岱

第4弾：舞台『淡海乃海 ー天下静謐（せいひつ）の雫となりてー』
2024年5月29日 - 6月2日、会場：草月ホール / 脚本：西瓜すいか / 演出：吉田武寛